# Allemagne au Concours Eurovision de la chanson
L’Allemagne participe au Concours Eurovision de la chanson, depuis sa première édition, en 1956 et  l'a remporté à deux reprises : en 1982 et 2010.
L’Allemagne fait partie des cinq plus importants contributeurs financiers de l'UER, avec l’Espagne, la France, l’Italie et le Royaume-Uni. Ensemble, ils constituent le groupe dit des « Big Five ». Depuis l'édition 1999 du concours, ceux-ci ont la garantie d’une place automatique en finale, indépendamment de leur résultat de l'année précédente.

## Participation
L’Allemagne est un des sept pays fondateurs du Concours Eurovision de la chanson, avec la Belgique, la France, l'Italie, le Luxembourg, les Pays-Bas et la Suisse.
Le pays participe donc depuis 1956 et n'a manqué qu’une seule édition du concours : en 1996. Cette année-là, l’UER décida d’instaurer une présélection. Trente pays avaient en effet posé leur candidature, alors que l’Union limitait à vingt-trois, le nombre de places en finale. Seul le pays hôte, la Norvège, obtint une qualification automatique pour la finale. Les vingt-neuf autres pays durent passer par la dite présélection. Finalement, vingt-deux pays obtinrent leur qualification pour la finale et sept autres furent éliminés, dont l’Allemagne. Cette absence suscita un vif mécontentement dans le chef de la télévision publique allemande et ne manqua pas de poser un problème capital à l’UER. En effet, l’Allemagne était (et demeure toujours) le premier contributeur financier de l’Union et du concours. Le risque de pertes financières récurrentes et de diminutions d’audience conséquentes mènera finalement l’UER à créer un statut particulier pour ses cinq contributeurs principaux (l’Allemagne, l’Espagne, la France, l’Italie et le Royaume-Uni). Ceux-ci, surnommés les « Big Five », auraient désormais la garantie d’une place automatique en finale.
L’Allemagne détient le record du plus grand nombre de participations au concours pour un pays membre de  l’UER : soixante-deux, en 2018.

## Organisation
Le représentant allemand au concours est généralement choisi lors d'une sélection nationale diffusée sur la télévision publique allemande, l'ARD. Cette sélection nationale est organisée par un des organismes régionaux de l'ARD. De 1956 à 1978, par le Hessischer Rundfunk ; de 1979 à 1991 par le Bayerischer Rundfunk ; de 1992 à 1995, par le Mitteldeutscher Rundfunk et de 1996 à 2025 par le Norddeutscher Rundfunk. Le Südwestrundfunk prendra le relais du choix du représentant allemand à partir de 2026.

## Résultats
L’Allemagne a remporté le concours à deux reprises. 
La première, en 1982, avec la chanson Ein bißchen Frieden, interprétée par Nicole. Cette victoire fut marquée par quatre records. Premièrement, l'Allemagne reçut la note maximale à neuf reprises. Ce record ne fut battu qu'en 1997, lorsque le Royaume-Uni la reçut à dix reprises. Deuxièmement, l'Allemagne reçut une note maximale de la moitié des pays participants, un record toujours inégalé. Troisièmement, l'Allemagne termina avec 61 points d'avance sur Israël. Ce record ne fut battu qu'en 1997, lorsque le Royaume-Uni termina avec 70 points d'avance sur l'Irlande. Quatrièmement, l'Allemagne reçut au total 1,61 fois plus de points qu'Israël. Ce record ne fut battu qu'en 2009, lorsque la Norvège reçut 1,78 plus de points que l'Islande. Par la suite, Ein bißchen Frieden rencontra un immense succès commercial et fut numéro des ventes de disques dans de nombreux pays européens, dont le Royaume-Uni. Nicole en produisit huit autres versions : en anglais (A little peace), en danois (En smule fred), en espagnol (Un poco de paz), en français (La paix sur terre), en italien (Un po' di pace), en néerlandais (Een beetje vrede), en russe (Nyemnogo mira), ainsi qu'en version multilingue.
Nicole mena sur cette lancée une carrière très fructueuse en Allemagne et dans les autres pays germanophones. En 2005, lors de l'émission spéciale Congratulations, Ein bißchen Frieden fut élue septième meilleure chanson à jamais avoir été présentée au concours.
La seconde, en 2010, avec la chanson Satellite, interprétée par Lena Meyer-Landrut. Le pays devint le premier des « Big Five » à l’emporter, depuis l’instauration de la règle en 1999. Après le concours, Satellite rencontra un très grand succès commercial partout en Europe.
Le pays a terminé à la deuxième place, à quatre reprises (en 1980, 1981, 1985 et 1987) et à la troisième place, à cinq reprises (en 1970, 1971, 1972, 1994 et 1999). A contrario, l'Allemagne a terminé à la dernière place à neuf reprises (en 1964, 1965, 1974, 1995, 2005, 2015, 2016, 2022 et 2023) et a obtenu un nul point à quatre reprises (en 1964, 1965, 2015).

## Pays hôte

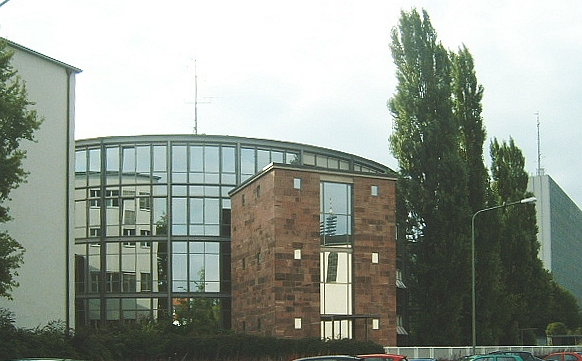
Le Großer Sendesaal des Hessischer Rundfunk situé à Francfort-sur-le-Main reçoit l'évènement en 1957.

L’Allemagne a organisé le concours à trois reprises : en 1957, 1983 et 2011. 
En 1957, l'évènement se déroula le dimanche 3 mars 1957, dans la Großer Sendesaal des Hessischer Rundfunk, à Francfort-sur-le-Main. La présentatrice de la soirée fut l'actrice allemande Anaid Iplicjian et le directeur musical, Willy Berking. La Suisse, qui avait accueilli et remporté le concours en 1956, n'avait pas souhaité l'organiser pour la seconde année consécutive et c'est donc l'Allemagne qui s'en était chargé. Pour la toute première fois, la procédure de vote devint part intégrale du spectacle. Les jurys furent contactés par téléphone et donnèrent leurs résultats en direct. La présentatrice et son assistante répétèrent à haute voix les votes qui furent affichés sur le tout premier tableau de vote.

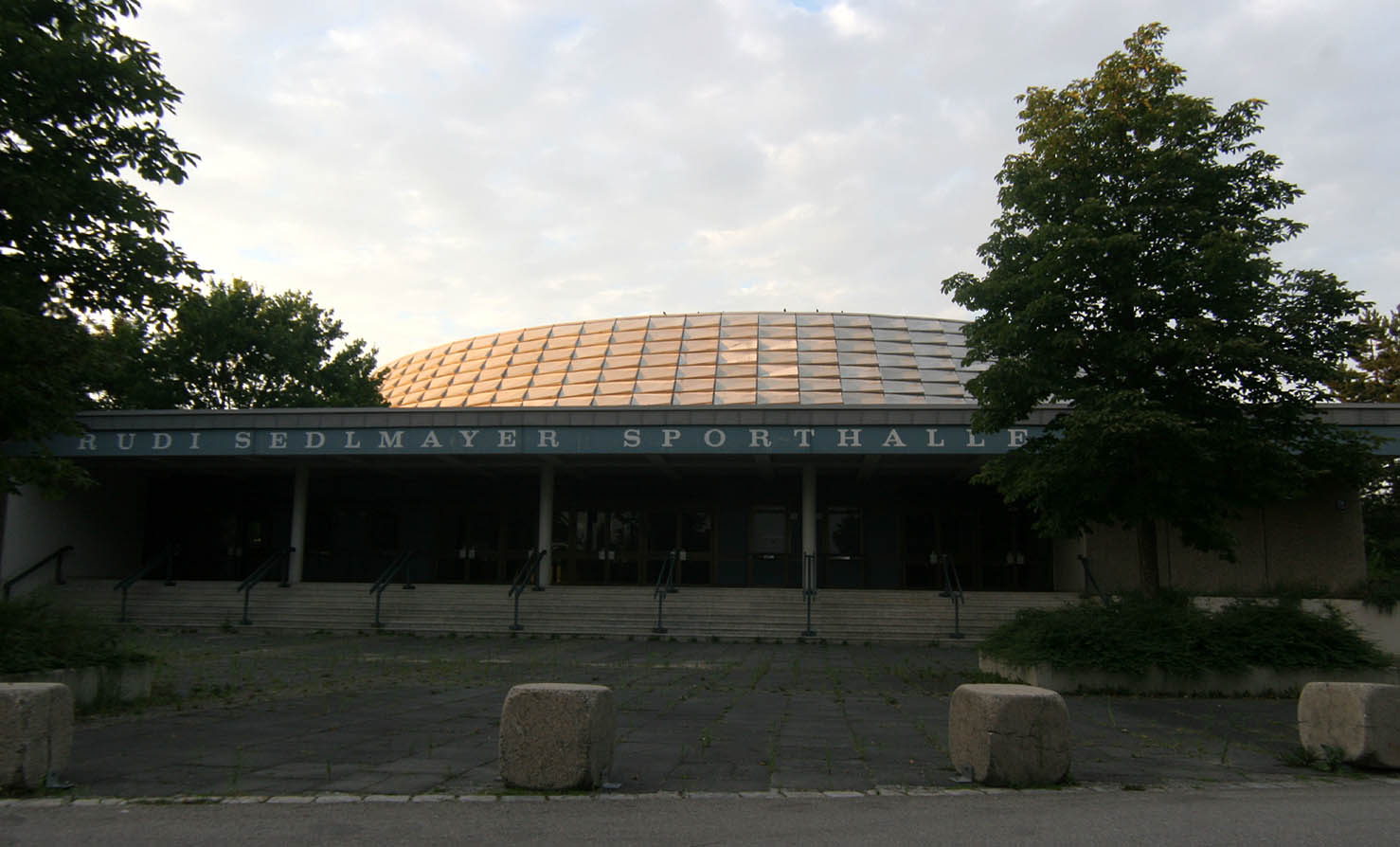
En 1983, le Rudi-Sedlmayer-Halle de Munich accueille l'Eurovision.

En 1983, l'évènement se déroula le samedi 23 avril 1983, au Rudi-Sedlmayer-Halle, à Munich. La présentatrice de la soirée fut Marlène Charell et le directeur musical, Dieter Reith. Ce fut la première fois que la durée de retransmission du concours dépassa les trois heures et que la production eut recours à des micros sans fil. Marlène Charell se fit remarquer par son omniprésence : elle ouvrit le concours, introduisit les chansons, composa la décoration florale, fit le numéro d'entracte et dirigea le vote. Mais elle se fit également remarquer par ses nombreuses erreurs de langage, confondant les langues, les noms des participants, des chefs d'orchestre, des pays, ainsi que les attributions des points.

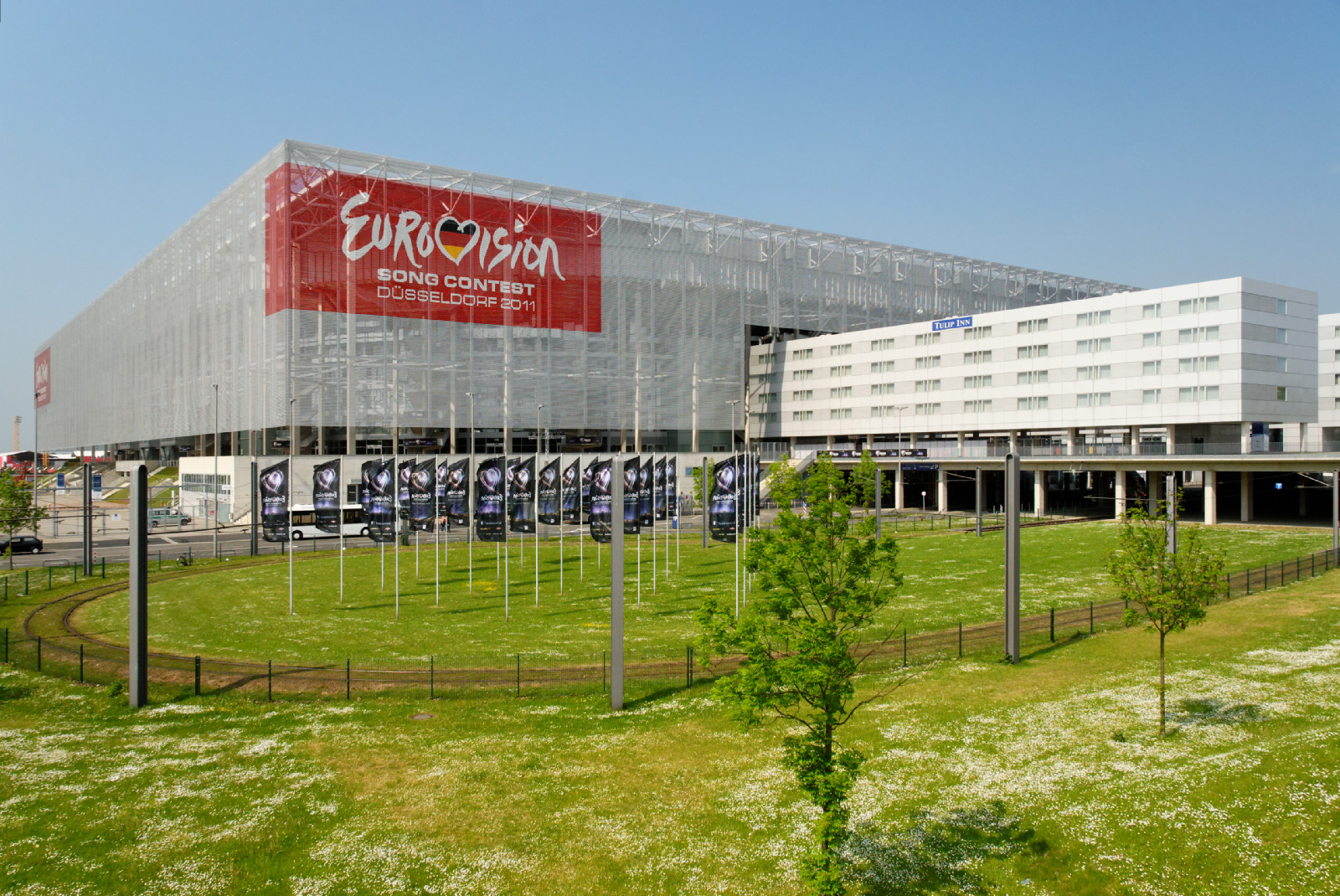
LESPRIT arena de Düsseldorf décorée aux couleurs de l'Eurovision 2011.

En 2011, l'évènement se déroula les mardi 10, jeudi 12 et samedi 14 mai 2011, à l'ESPRIT arena, à Düsseldorf. Les présentateurs des trois soirées furent Anke Engelke, Judith Rakers et Stefan Raab. La retransmission de la première demi-finale fut perturbée par l'interruption de certaines liaisons entre le système central et les cabines des commentateurs. L'incident débuta vingt minutes après le début du direct, alors que les répétitions s'étaient parfaitement déroulées. Plusieurs chaînes furent affectées par le problème, notamment la RTBF, la SRG SSR (TSR2, SF zwei, RSI La 2 et HD suisse), la BBC, l'ORF, la RTP et le diffuseur hôte, Das Erste. Leurs commentateurs durent fournirent leurs explications par le biais de lignes de téléphone fixes ou mobiles. Le lendemain, la production allemande présenta ses excuses et assura que l'incident n'avait affecté que les commentaires et pas les prestations. L'UER estima que cela n'avait eu aucun impact sur les résultats, valida les qualifications de la demi-finale et demanda à la production d'installer un second système de secours pour les deux autres soirées.

## Faits notables
En 1956, le choix de Walter Andreas Schwarz et de Freddy Quinn comme représentants de l'Allemagne au premier concours de l'Eurovision, témoigna de la volonté de la société allemande de se distancer de son récent passé nazi. Schwarz avait été détenu dans un camp de concentration, en 1938, en raison de ses origines juives. Après la guerre, il avait travaillé en Angleterre pour la BBC. Quinn, quant à lui, avait un nom de scène anglais, et interpréta au concours une chanson dans le style du rock 'n' roll qui se diffusait alors en Europe depuis les Etats-Unis, le pays d'origine de son père. C'est donc l'image d'un pays moderne et ouvert sur le monde que l'Allemagne voulut donner lors de la toute première édition du concours. 
En 1957, la représentante allemande Margot Hielscher fut la première artiste de l'histoire du concours à recourir à un accessoire, en l'occurrence un téléphone, placé sur scène à côté d'elle. Hielscher le décrocha dès les premières notes de sa chanson, justement intitulée Telefon, Telefon. Elle tint ensuite le cornet en main durant toute sa prestation, s'adressant à un correspondant imaginaire. 
En 1959, les représentantes allemandes, les sœurs Kessler, furent le premier couple jumeau à participer au concours.
En 1979, les représentants allemands furent le groupe Dschinghis Khan,  formé spécialement pour l’occasion. Leur chanson était une composition de Ralph Siegel. Elle suscita une vive controverse dans l’opinion publique allemande, après avoir remporté la finale nationale. Certains estimaient qu’en vantant les exploits d’un meurtrier de masse, elle faisait la promotion de la violence et donnerait une mauvaise image de l’Allemagne en Israël. Les spectateurs dans la salle lui réservèrent pourtant un très bon accueil . Il est également dit que c'est cette chanson qui a inspiré le titre Rasputin des Boney M.
La représentante allemande Katja Ebstein est la seule artiste de l'histoire du concours à avoir figuré à trois reprises parmi les trois premiers, sans jamais avoir remporté le concours. Elle finit à la troisième place en 1970 et 1971 et à la deuxième place en 1980.
En 1988, les représentantes allemandes, Chris Garden et Maxi Garden, étaient mère et fille. Ce fut la première dans l'histoire du concours qu'une mère et sa fille concoururent ensemble. 
En 1998, le représentant allemand, Guildo Horn, sauta brusquement dans le public durant sa prestation. Il escalada ensuite la passerelle blanche, réservée au vote. Il devint ainsi le premier artiste de l’histoire du concours à déserter la scène lors de son passage et à chanter parmi les spectateurs. Sa chanson, Guido hat euch lieb!, était officiellement l’œuvre d’un certain Alf Igel. Il s’agissait en réalité de Stefan Raab, qui faisait là une plaisanterie sur le nom de Ralph Siegel, le compositeur allemand qui avait remporté le concours en 1982, avec Ein bißchen Frieden. Lors de la finale nationale allemande, Horn se fit accompagner par son groupe Les Chaussures Orthopédiques. D’abord moquée et critiquée, sa victoire finit par susciter la sympathie, puis l’engouement du public allemand. La retransmission du concours battit ainsi des records d’audience en Allemagne et de nombreux fans de Horn firent même le voyage à l’étranger, afin de pouvoir voter pour lui. Il termina cependant à la septième place.
En 2005, le compositeur de la chanson allemande, David Brandes, causa une vaste controverse, lorsqu’il admit avoir manipulé les ventes de disques de la chanteuse Gracia pour lui permettre d’atteindre la première place des classements allemands. Il avait en effet acheté en masse les singles de sa chanson Run & Hide. Gracia le défendit publiquement et malgré les demandes pressantes d’autres artistes, refusa de retirer sa candidature.

## Représentants
| Édition | Année | Artiste(s)                   | Chanson                                   | Langue(s)                       | Traduction française                                   | Finale                                                 | Finale                                                 |
| Édition | Année | Artiste(s)                   | Chanson                                   | Langue(s)                       | Traduction française                                   | Place                                                  | Points                                                 |
| ------- | ----- | ---------------------------- | ----------------------------------------- | ------------------------------- | ------------------------------------------------------ | ------------------------------------------------------ | ------------------------------------------------------ |
| 1re     | 1956  | Walter Andreas Schwarz       | Im Wartesaal zum großen Glück             | Allemand                        | Dans la salle d'attente de la chance                   | -                                                      | -                                                      |
| 1re     | 1956  | Freddy Quinn                 | So geht das jede Nacht                    | Allemand                        | C'est ainsi chaque nuit                                | -                                                      | -                                                      |
| 2e      | 1957  | Margot Hielscher             | Telefon, Telefon                          | Allemand                        | Téléphone, téléphone                                   | 04                                                     | 08                                                     |
| 3e      | 1958  | Margot Hielscher             | Für zwei Groschen Musik                   | Allemand                        | Une musique pour deux sous                             | 07                                                     | 05                                                     |
| 4e      | 1959  | Alice & Ellen Kessler        | Heute Abend wollen wir tanzen geh'n       | Allemand                        | Ce soir, nous voulons aller danser                     | 08                                                     | 05                                                     |
| 5e      | 1960  | Wyn Hoop                     | Bonne nuit ma chérie                      | Allemand, français              | -                                                      | 04                                                     | 11                                                     |
| 6e      | 1961  | Lale Andersen                | Einmal sehen wir uns wieder               | Allemand, français              | Nous nous retrouverons                                 | 13                                                     | 03                                                     |
| 7e      | 1962  | Conny Froboess               | Zwei kleine Italiener                     | Allemand                        | Deux petits Italiens                                   | 06                                                     | 09                                                     |
| 8e      | 1963  | Heidi Brühl                  | Marcel                                    | Allemand                        | -                                                      | 09                                                     | 05                                                     |
| 9e      | 1964  | Nora Nova                    | Man gewöhnt sich so schnell an das Schöne | Allemand                        | Comme nous nous habituons rapidement aux jolies choses | 13                                                     | 00                                                     |
| 10e     | 1965  | Ulla Wiesner                 | Paradies, wo bist du?                     | Allemand                        | Paradis, où es-tu ?                                    | 15                                                     | 00                                                     |
| 11e     | 1966  | Margot Eskens                | Die Zeiger der Uhr                        | Allemand                        | Les mains du temps                                     | 10                                                     | 07                                                     |
| 12e     | 1967  | Inge Brück                   | Anouschka                                 | Allemand                        | -                                                      | 08                                                     | 07                                                     |
| 13e     | 1968  | Wencke Myhre                 | Ein Hoch der Liebe                        | Allemand                        | Un toast à l'amour                                     | 06                                                     | 11                                                     |
| 14e     | 1969  | Siw Malmkvist                | Primaballerina                            | Allemand                        | Danseuse étoile                                        | 09                                                     | 08                                                     |
| 15e     | 1970  | Katja Ebstein                | Wunder gibt es immer wieder               | Allemand                        | Des miracles se produisent toujours                    | 03                                                     | 12                                                     |
| 16e     | 1971  | Katja Ebstein                | Diese Welt                                | Allemand                        | Ce monde                                               | 03                                                     | 100                                                    |
| 17e     | 1972  | Mary Roos                    | Nur die Liebe läßt uns leben              | Allemand                        | Seul l'amour nous laisse vivre                         | 03                                                     | 107                                                    |
| 18e     | 1973  | Gitte                        | Junger Tag                                | Allemand                        | Nouveau jour                                           | 08                                                     | 85                                                     |
| 19e     | 1974  | Cindy & Bert                 | Die Sommermelodie                         | Allemand                        | La mélodie de l'été                                    | 14                                                     | 03                                                     |
| 20e     | 1975  | Joy Fleming                  | Ein Lied kann eine Brücke sein            | Allemand                        | Une chanson peut être un pont                          | 17                                                     | 15                                                     |
| 21e     | 1976  | Les Humphries Singers        | Sing Sang Song                            | Allemand                        | -                                                      | 15                                                     | 12                                                     |
| 22e     | 1977  | Silver Convention            | Telegram                                  | Anglais                         | Télégramme                                             | 08                                                     | 55                                                     |
| 23e     | 1978  | Ireen Sheer                  | Feuer                                     | Allemand                        | Feu                                                    | 06                                                     | 84                                                     |
| 24e     | 1979  | Dschinghis Khan              | Dschinghis Khan                           | Allemand                        | Gengis Khan                                            | 04                                                     | 86                                                     |
| 25e     | 1980  | Katja Ebstein                | Theater                                   | Allemand                        | Théâtre                                                | 02                                                     | 128                                                    |
| 26e     | 1981  | Lena Valaitis                | Johnny Blue                               | Allemand                        | -                                                      | 02                                                     | 132                                                    |
| 27e     | 1982  | Nicole                       | Ein bißchen Frieden                       | Allemand                        | Un peu de paix                                         | 01                                                     | 161                                                    |
| 28e     | 1983  | Hoffmann et Hoffmann         | Rücksicht                                 | Allemand                        | Considération                                          | 05                                                     | 94                                                     |
| 29e     | 1984  | Mary Roos                    | Aufrecht geh'n                            | Allemand                        | La tête haute                                          | 13                                                     | 34                                                     |
| 30e     | 1985  | Wind                         | Für alle                                  | Allemand                        | Pour tous                                              | 02                                                     | 105                                                    |
| 31e     | 1986  | Ingrid Peters                | Über die Brücke geh'n                     | Allemand                        | Par-delà le pont                                       | 08                                                     | 62                                                     |
| 32e     | 1987  | Wind                         | Laß die Sonne in dein Herz                | Allemand                        | Laisse le soleil entrer dans ton cœur                  | 02                                                     | 141                                                    |
| 33e     | 1988  | Maxi & Chris Garden          | Lied für einen Freund                     | Allemand                        | Chanson pour un ami                                    | 14                                                     | 48                                                     |
| 34e     | 1989  | Nino de Angelo               | Flieger                                   | Allemand                        | Avion                                                  | 14                                                     | 46                                                     |
| 35e     | 1990  | Chris Kempers & Daniel Kovac | Frei zu leben                             | Allemand                        | Libre de vivre                                         | 09                                                     | 60                                                     |
| 36e     | 1991  | Atlantis 2000                | Dieser Traum darf niemals sterben         | Allemand                        | Ce rêve ne doit jamais mourir                          | 18                                                     | 10                                                     |
| 37e     | 1992  | Wind                         | Träume sind für alle da                   | Allemand                        | Les rêves sont là pour tous                            | 16                                                     | 27                                                     |
| 38e     | 1993  | Münchener Freiheit           | Viel zu weit                              | Allemand                        | Beaucoup trop loin                                     | 18                                                     | 18                                                     |
| 39e     | 1994  | Mekado                       | Wir geben 'ne Party                       | Allemand                        | Nous donnons une fête                                  | 03                                                     | 128                                                    |
| 40e     | 1995  | Stone & Stone                | Verliebt in Dich                          | Allemand                        | Amoureux de toi                                        | 23                                                     | 01                                                     |
| 41e     | 1996  | Leon                         | Planet of Blue                            | Allemand                        | Planète bleue                                          | Non qualifié(24e en demi-finale avec 24 points).       | Non qualifié(24e en demi-finale avec 24 points).       |
| 42e     | 1997  | Bianca Shomburg              | Zeit                                      | Allemand                        | Temps                                                  | 18                                                     | 22                                                     |
| 43e     | 1998  | Guildo Horn                  | Guildo hat Euch lieb!                     | Allemand                        | Guido vous aime !                                      | 07                                                     | 86                                                     |
| 44e     | 1999  | Sürpriz                      | Reise nach Jerusalem - Kudüs’e seyahat    | Allemand, hébreu, turc, anglais | Voyage vers Jérusalem                                  | 03                                                     | 140                                                    |
| 45e     | 2000  | Stefan Raab                  | Wadde hadde dudde da?                     | Allemand                        | Qu'est-ce que tu as là ?                               | 05                                                     | 96                                                     |
| 46e     | 2001  | Michelle                     | Wer Liebe lebt                            | Allemand, anglais               | Qui vit, aime                                          | 08                                                     | 66                                                     |
| 47e     | 2002  | Corinna May                  | I Can't Live Without Music                | Anglais                         | Je ne peux pas vivre sans musique                      | 21                                                     | 17                                                     |
| 48e     | 2003  | Lou                          | Let's Get Happy                           | Anglais                         | Soyons heureux                                         | 11                                                     | 53                                                     |
| 49e     | 2004  | Max                          | Can't Wait Until Tonight                  | Anglais, turc                   | Je ne peux pas attendre jusqu'à ce soir                | 08                                                     | 93                                                     |
| 50e     | 2005  | Gracia                       | Run & Hide                                | Anglais                         | Cours et cache-toi                                     | 24                                                     | 04                                                     |
| 51e     | 2006  | Texas Lightning              | No No Never                               | Anglais                         | Non, non, jamais                                       | 14                                                     | 36                                                     |
| 52e     | 2007  | Roger Cicero                 | Frauen regier’n die Welt                  | Allemand, anglais               | Les femmes dirigent le monde                           | 19                                                     | 49                                                     |
| 53e     | 2008  | No Angels                    | Disappear                                 | Anglais                         | Disparaître                                            | 23                                                     | 14                                                     |
| 54e     | 2009  | Alex Swings Oscar Sings!     | Miss Kiss Kiss Bang                       | Anglais                         | Mademoiselle bise bise bang                            | 20                                                     | 35                                                     |
| 55e     | 2010  | Lena Meyer-Landrut           | Satellite                                 | Anglais                         | -                                                      | 01                                                     | 246                                                    |
| 56e     | 2011  | Lena Meyer-Landrut           | Taken by a Stranger                       | Anglais                         | Prise par un inconnu                                   | 10                                                     | 107                                                    |
| 57e     | 2012  | Roman Lob                    | Standing Still                            | Anglais                         | Encore debout                                          | 08                                                     | 110                                                    |
| 58e     | 2013  | Cascada                      | Glorious                                  | Anglais                         | Glorieux                                               | 21                                                     | 18                                                     |
| 59e     | 2014  | Elaiza                       | Is It Right                               | Anglais                         | Est-ce correct                                         | 18                                                     | 39                                                     |
| 60e     | 2015  | Ann Sophie                   | Black Smoke                               | Anglais                         | Fumée noire                                            | 26                                                     | 00                                                     |
| 61e     | 2016  | Jamie-Lee Kriewitz           | Ghost                                     | Anglais                         | Fantôme                                                | 26                                                     | 11                                                     |
| 62e     | 2017  | Levina                       | Perfect Life                              | Anglais                         | Vie parfaite                                           | 25                                                     | 06                                                     |
| 63e     | 2018  | Michael Schulte              | You Let Me Walk Alone                     | Anglais                         | Tu m'as laissé marcher seul                            | 04                                                     | 340                                                    |
| 64e     | 2019  | S!sters                      | Sister                                    | Anglais                         | Sœur                                                   | 25                                                     | 24                                                     |
| 65e</s  | 2020  | Ben Dolic                    | Violent Thing                             | Anglais                         | Chose violente                                         | Concours annulé à la suite de la pandémie de Covid-19. | Concours annulé à la suite de la pandémie de Covid-19. |
| 65e     | 2021  | Jendrik                      | I Don't Feel Hate                         | Anglais, allemand               | Je ne ressens pas de haine                             | 25                                                     | 03                                                     |
| 66e     | 2022  | Malik Harris                 | Rockstars                                 | Anglais                         | -                                                      | 25                                                     | 06                                                     |
| 67e     | 2023  | Lord of the Lost             | Blood & Glitter                           | Anglais                         | Du sang et des pailettes                               | 26                                                     | 18                                                     |
| 68e     | 2024  | ISAAK                        | Always On The Run                         | Anglais                         | Toujours en cavale                                     | 12                                                     | 117                                                    |
| 69e     | 2025  | Abor & Tynna                 | Baller                                    | Allemand                        | Tirer                                                  | 15                                                     | 151                                                    |
| 70e     | 2026  |                              |                                           |                                 |                                                        |                                                        |                                                        |

- Première place
- Deuxième place
- Troisième place
- Dernière place
- Allemagne organisatrice

## Galerie

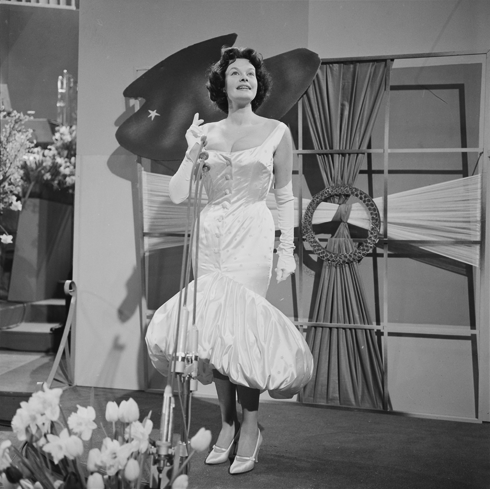
Margot Hielscher à Hilversum (1958)
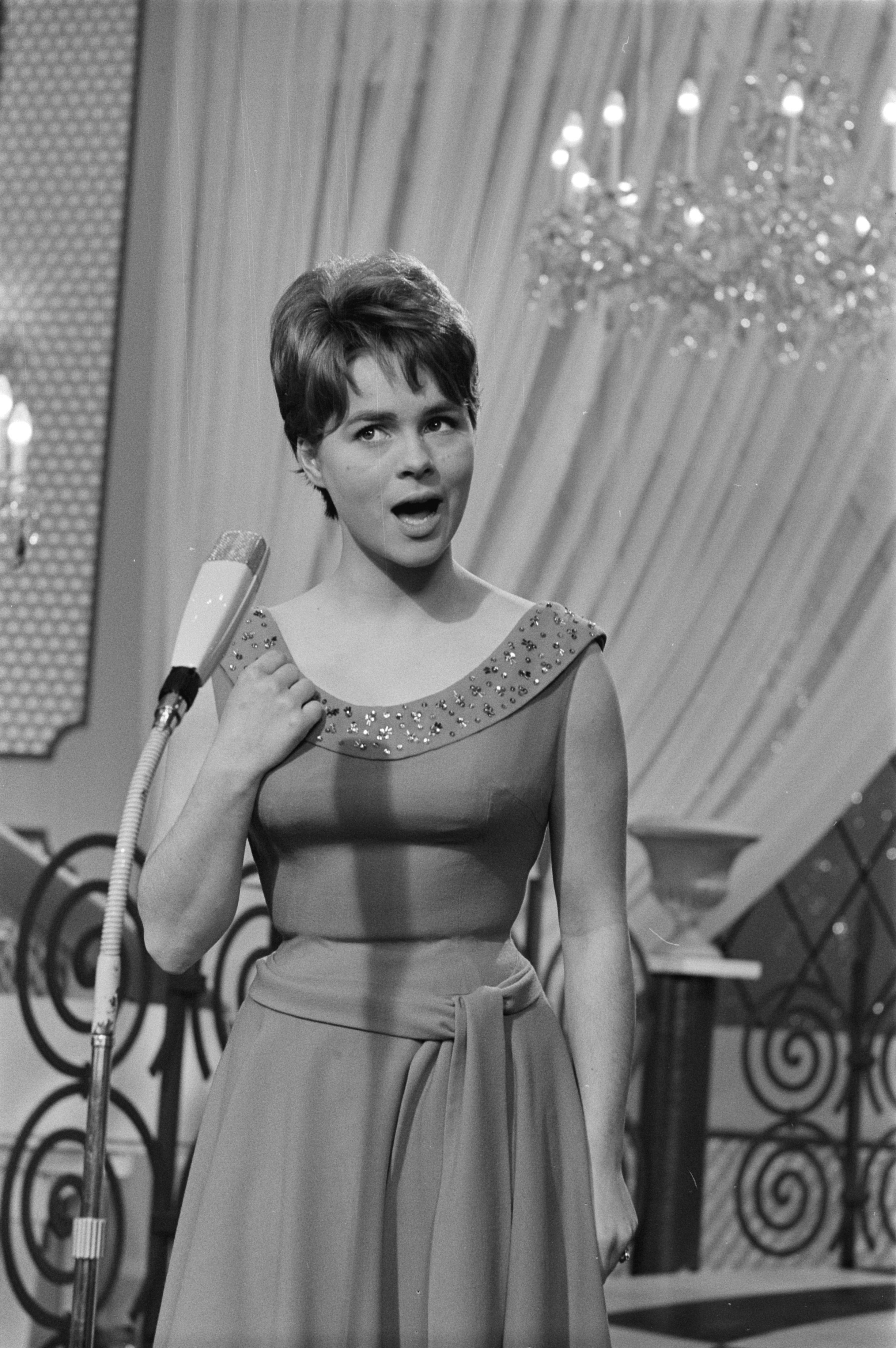
Conny Froboes à Luxembourg (1962)
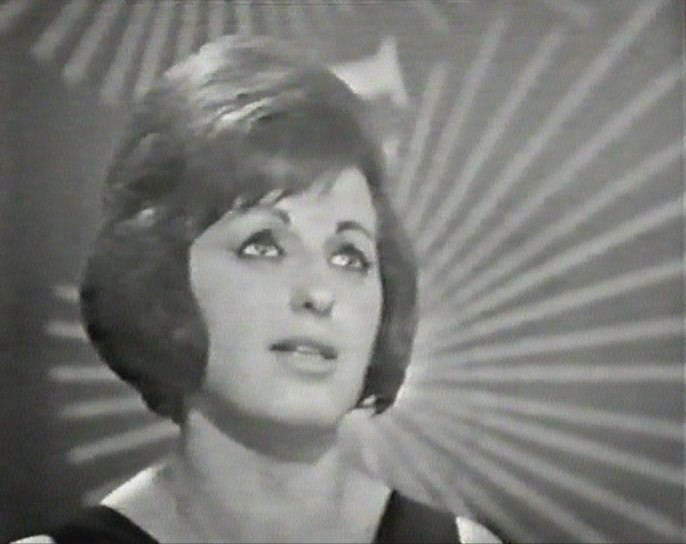
Ulla Wiesner à Naples (1965)
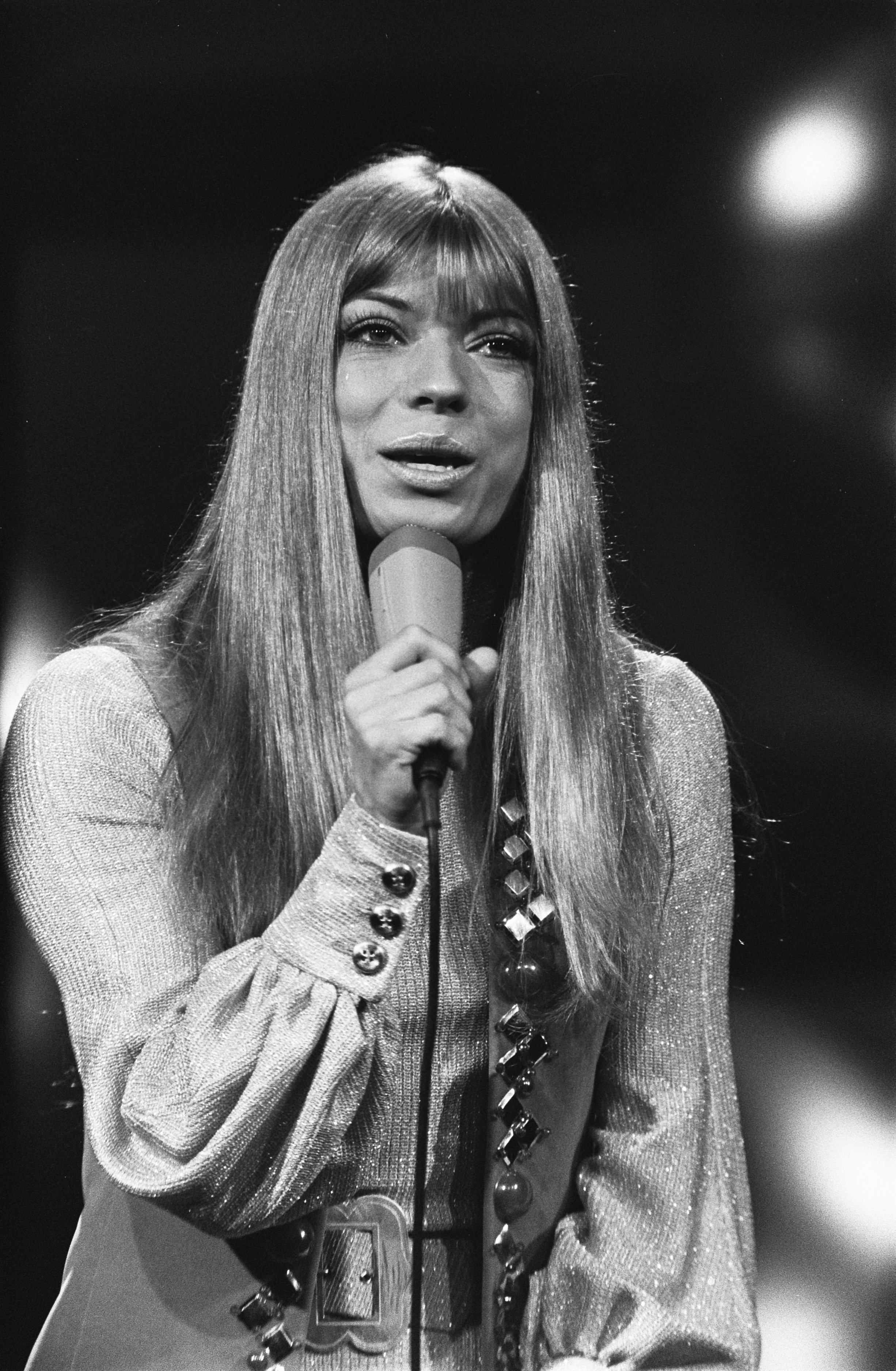
Katja Ebstein à Amsterdam (1970)
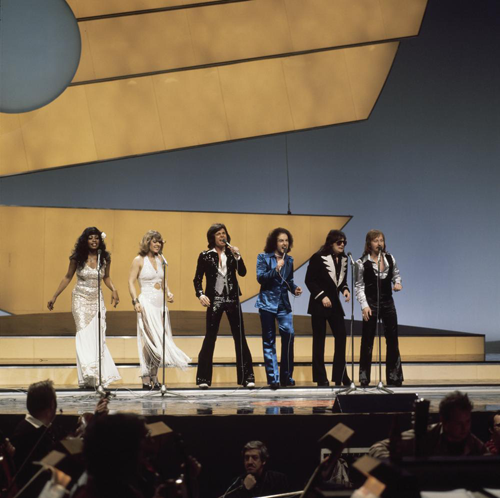
Les Humphries Singers à la Haye (1976)
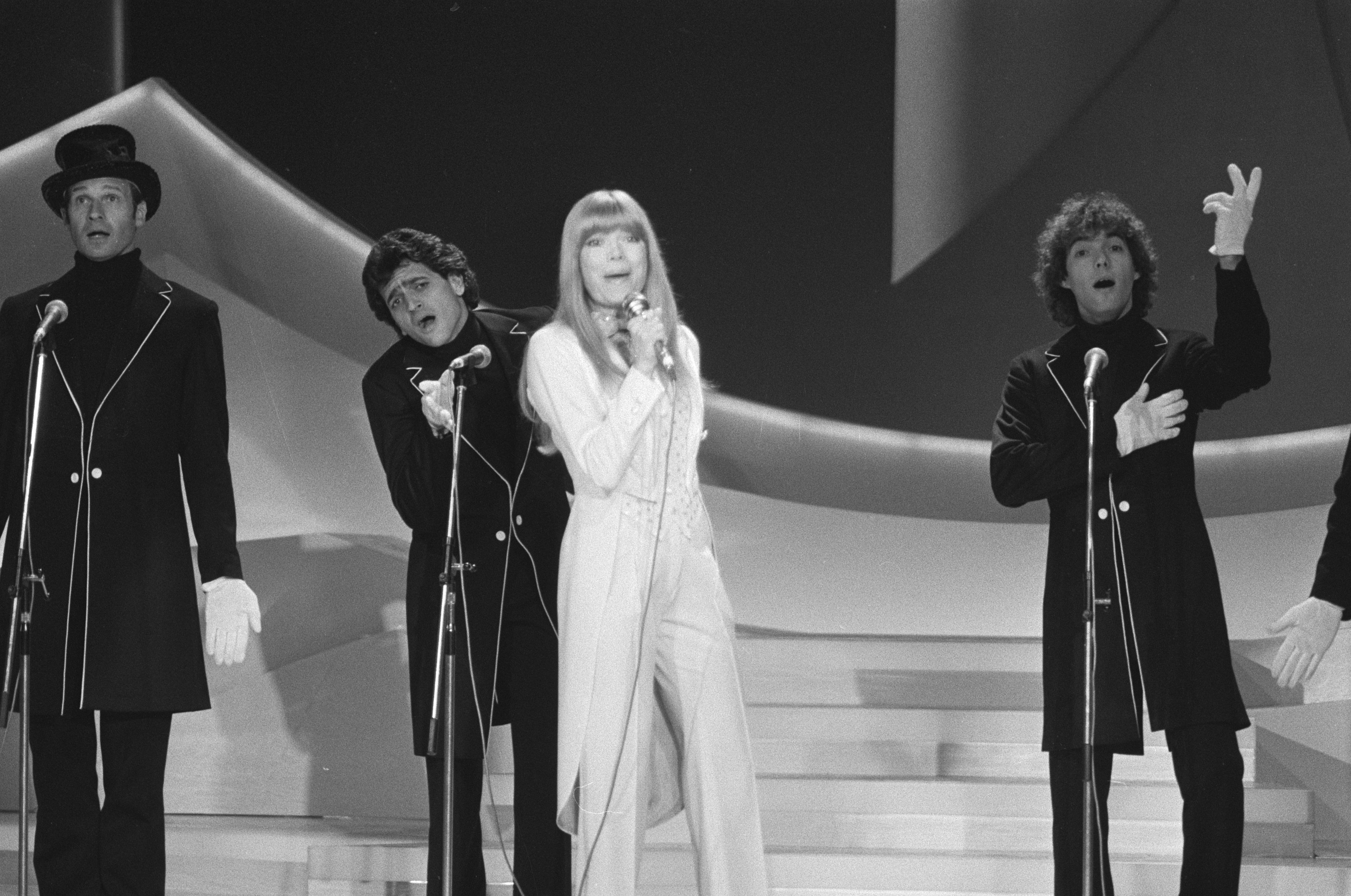
Katja Ebstein à la Haye (1980)
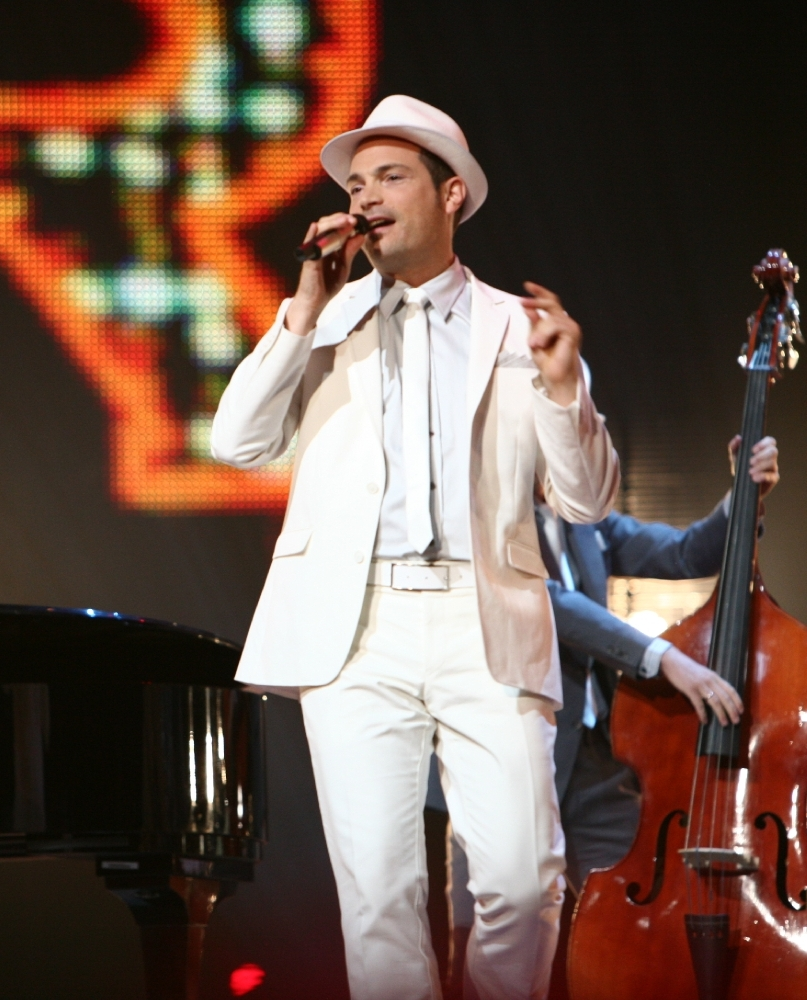
Roger Cicero à Helsinki (2007)
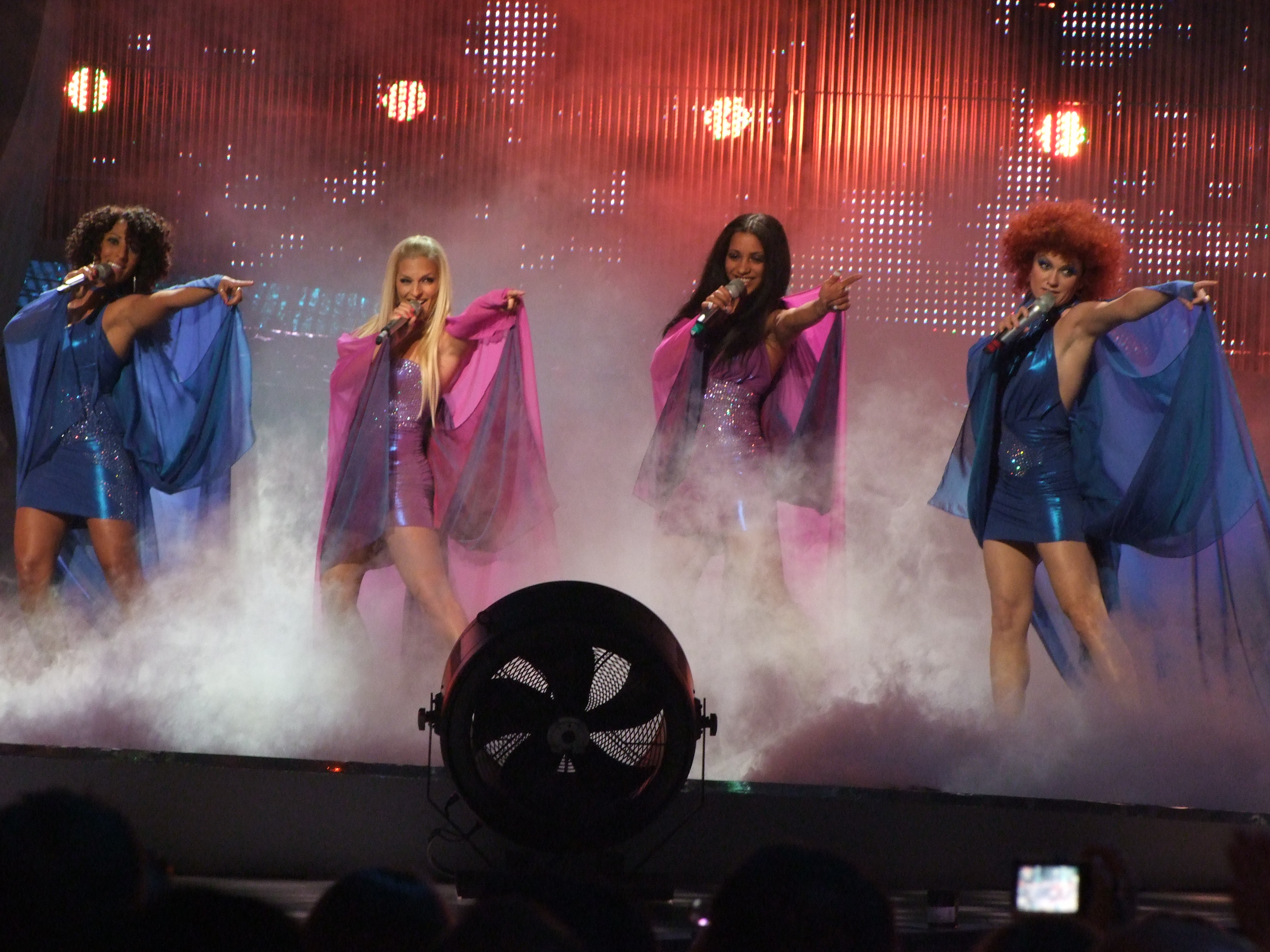
No Angels à Belgrade (2008)
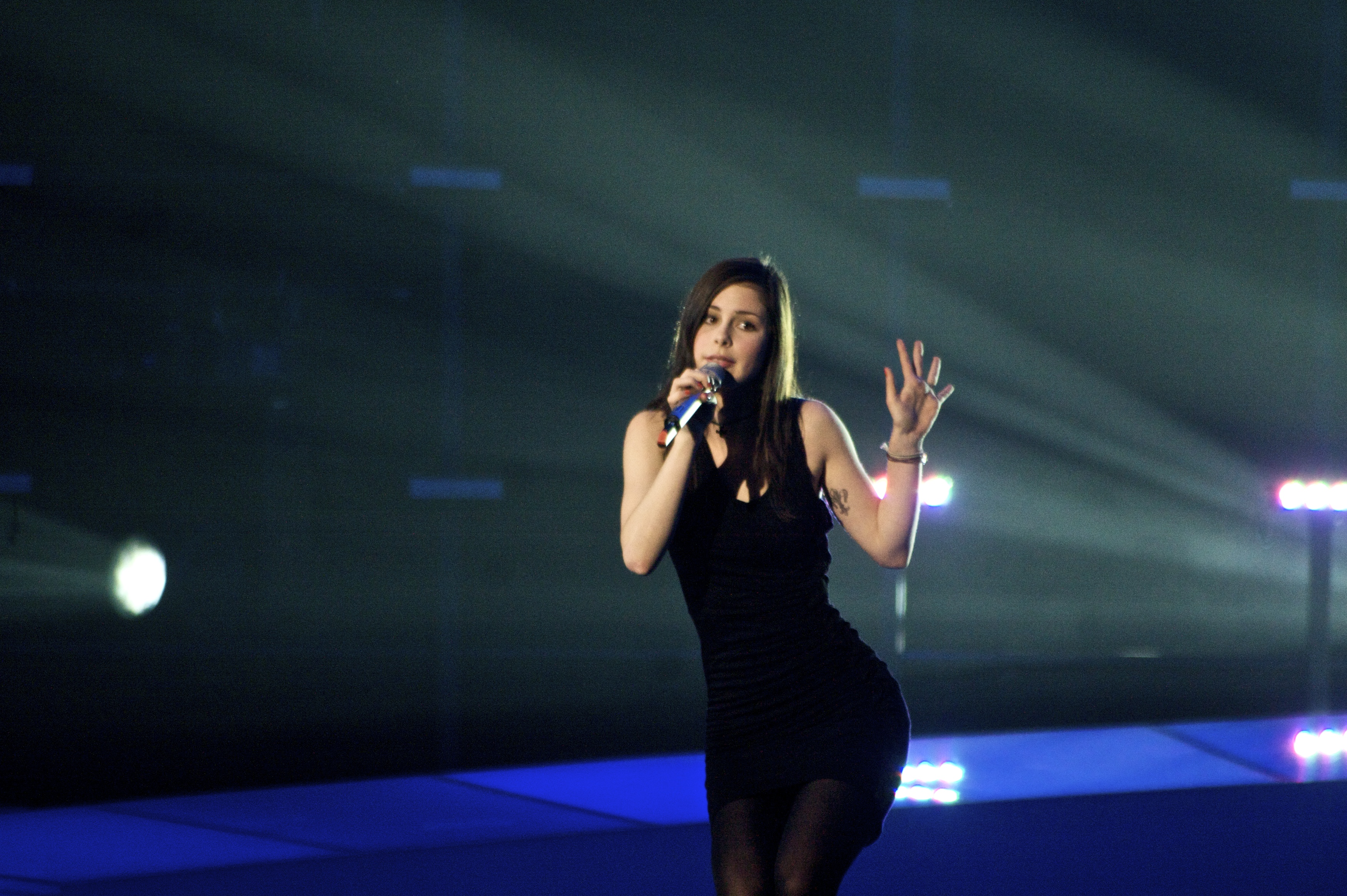
Lena à Oslo (2010)
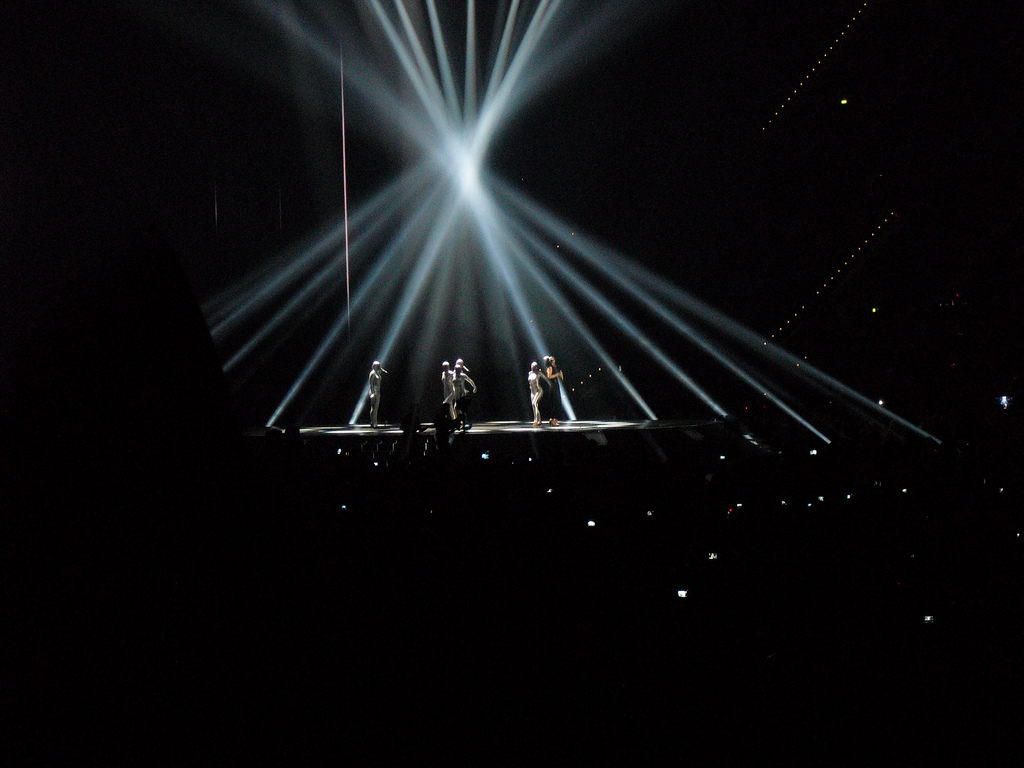
Lena à Düsseldorf (2011)
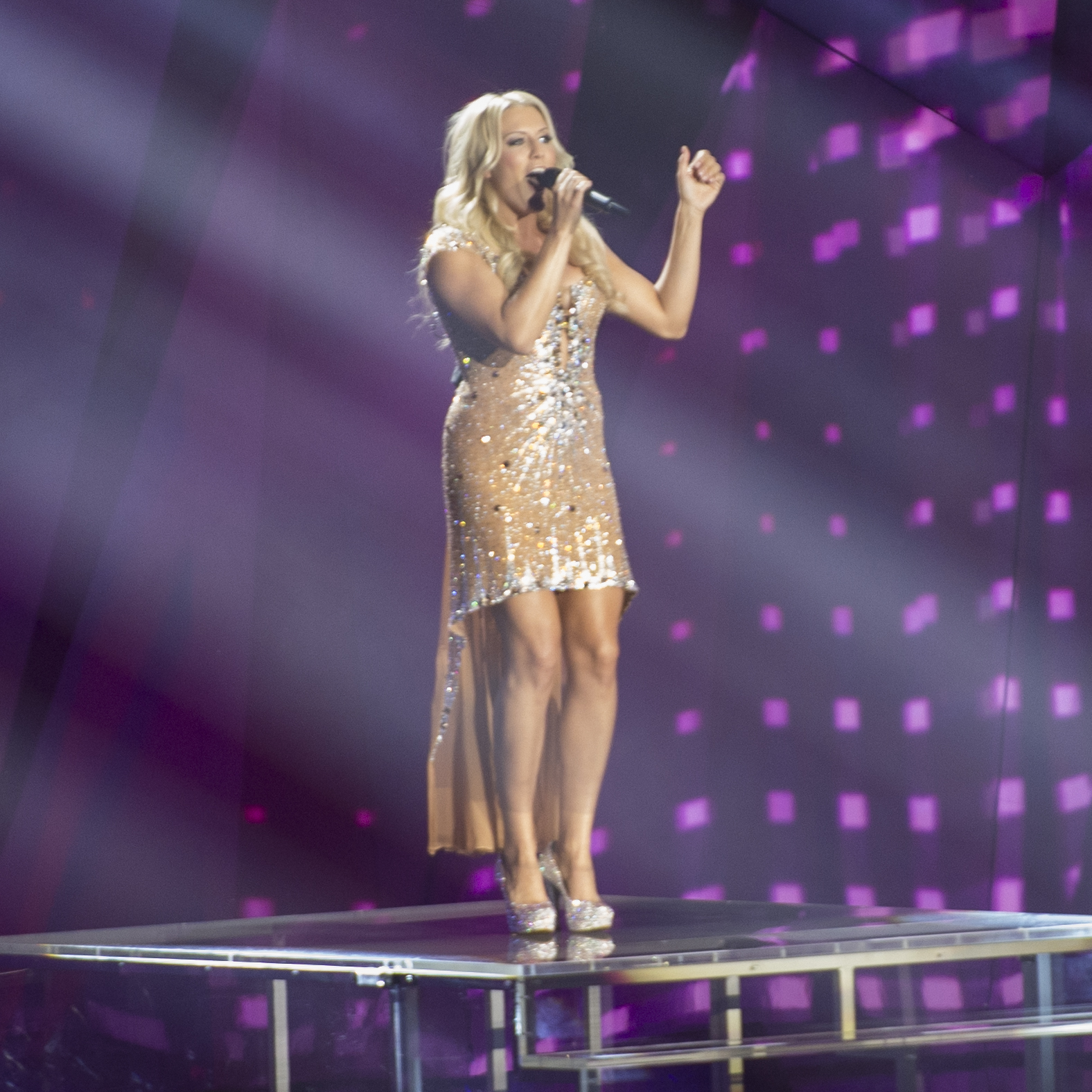
Cascada à Malmö (2013)
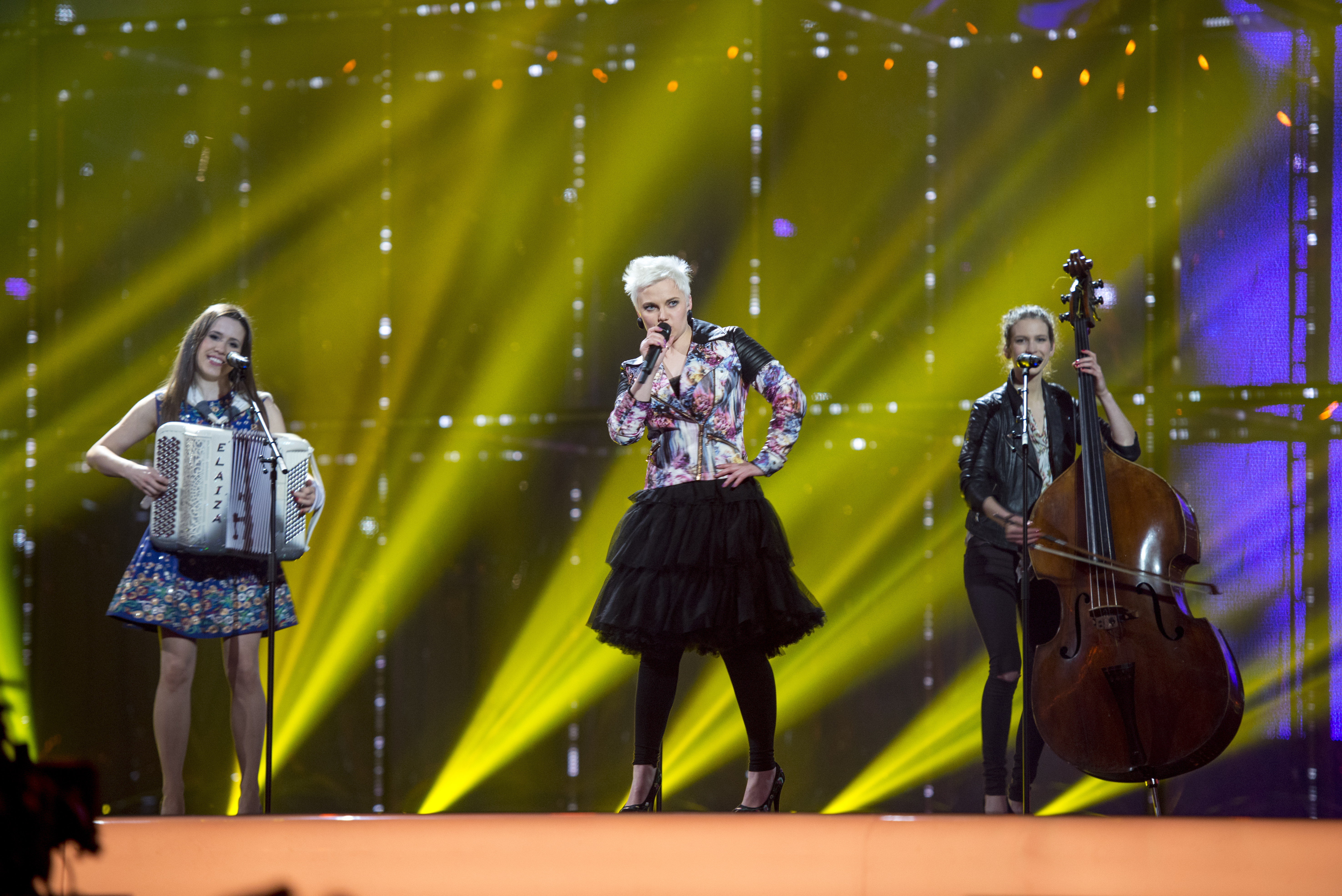
Elaiza à Copenhague (2014)
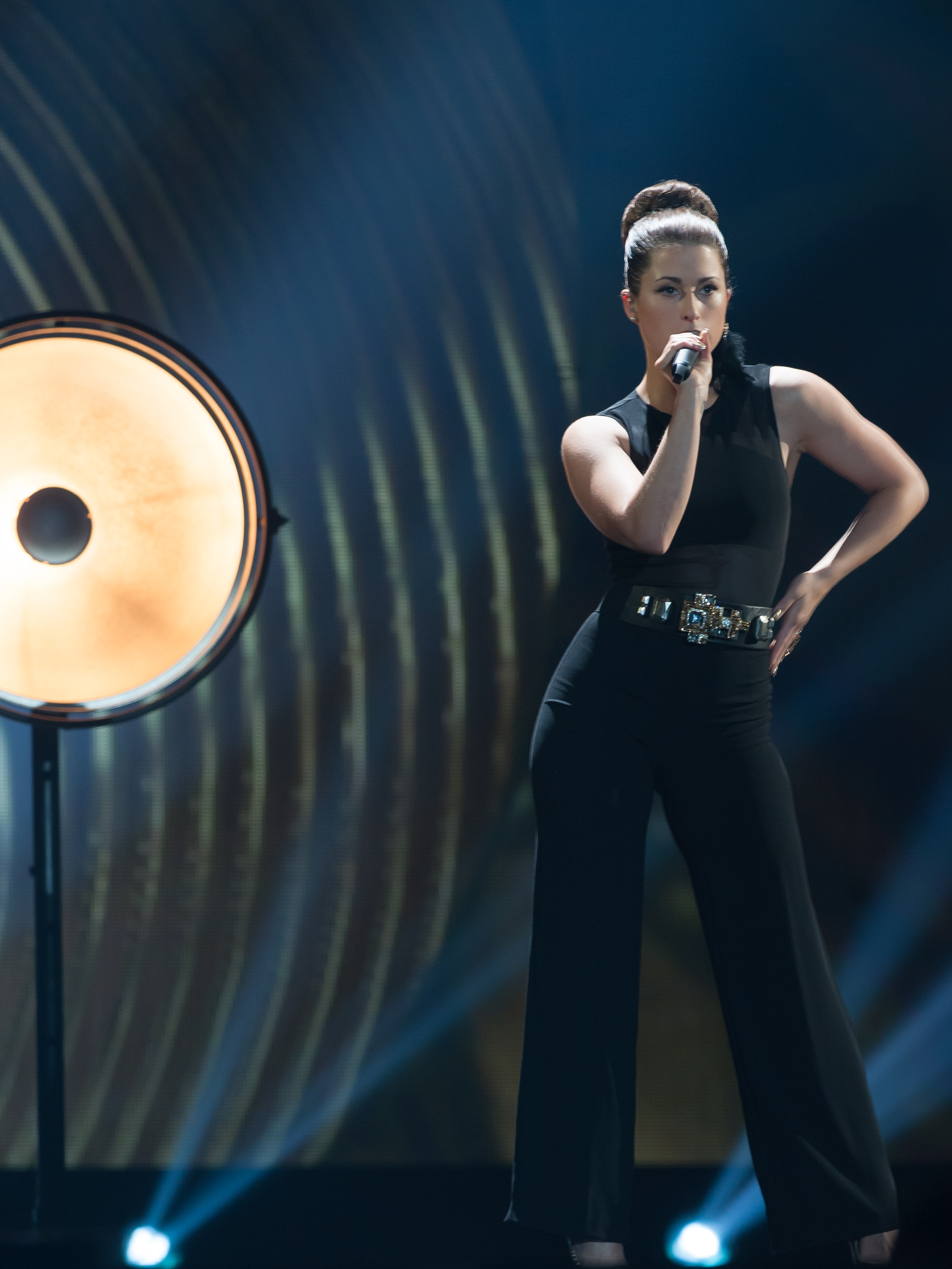
Ann Sophie à Vienne (2015)
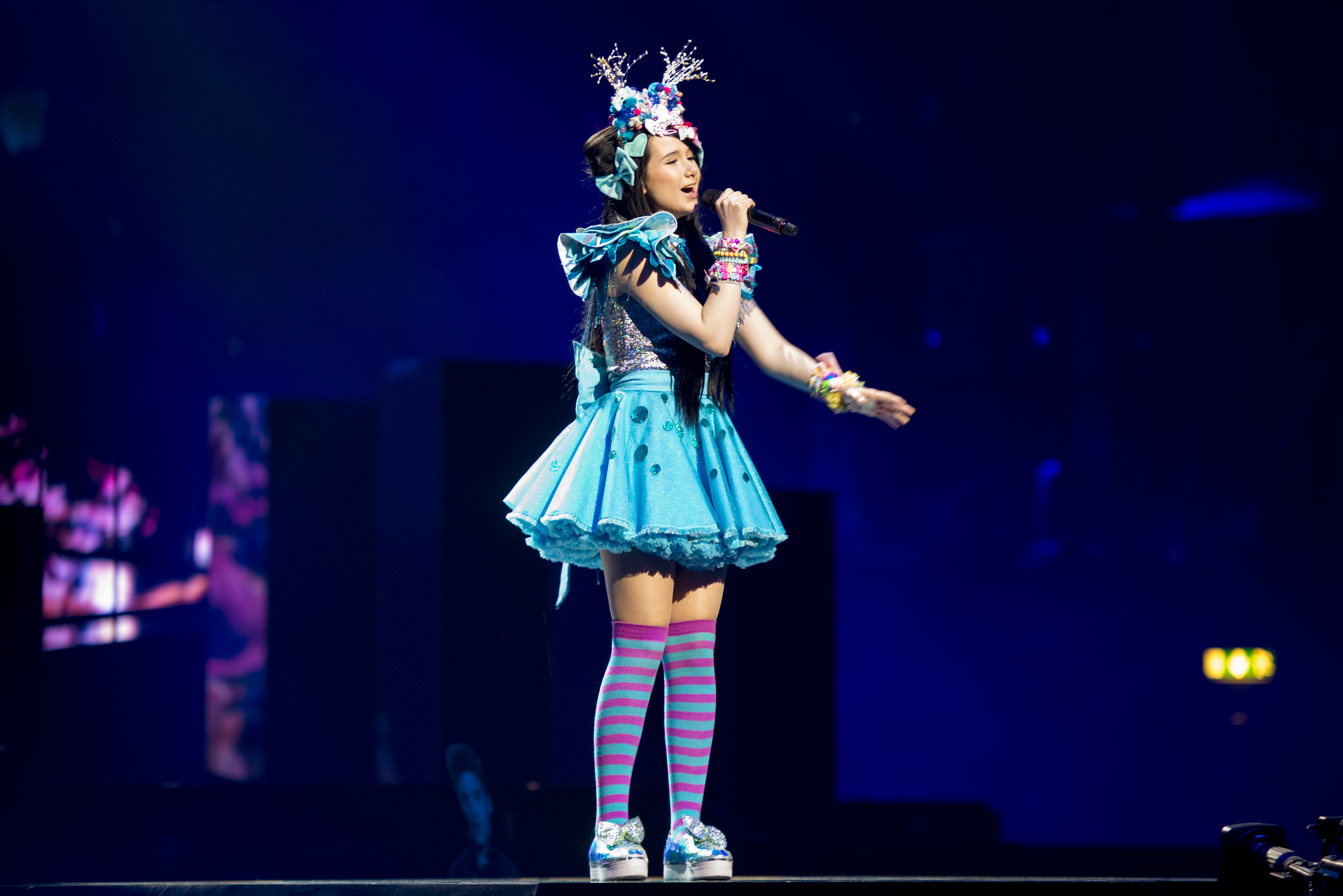
Jamie-Lee Kriewitz à Stockholm (2016)
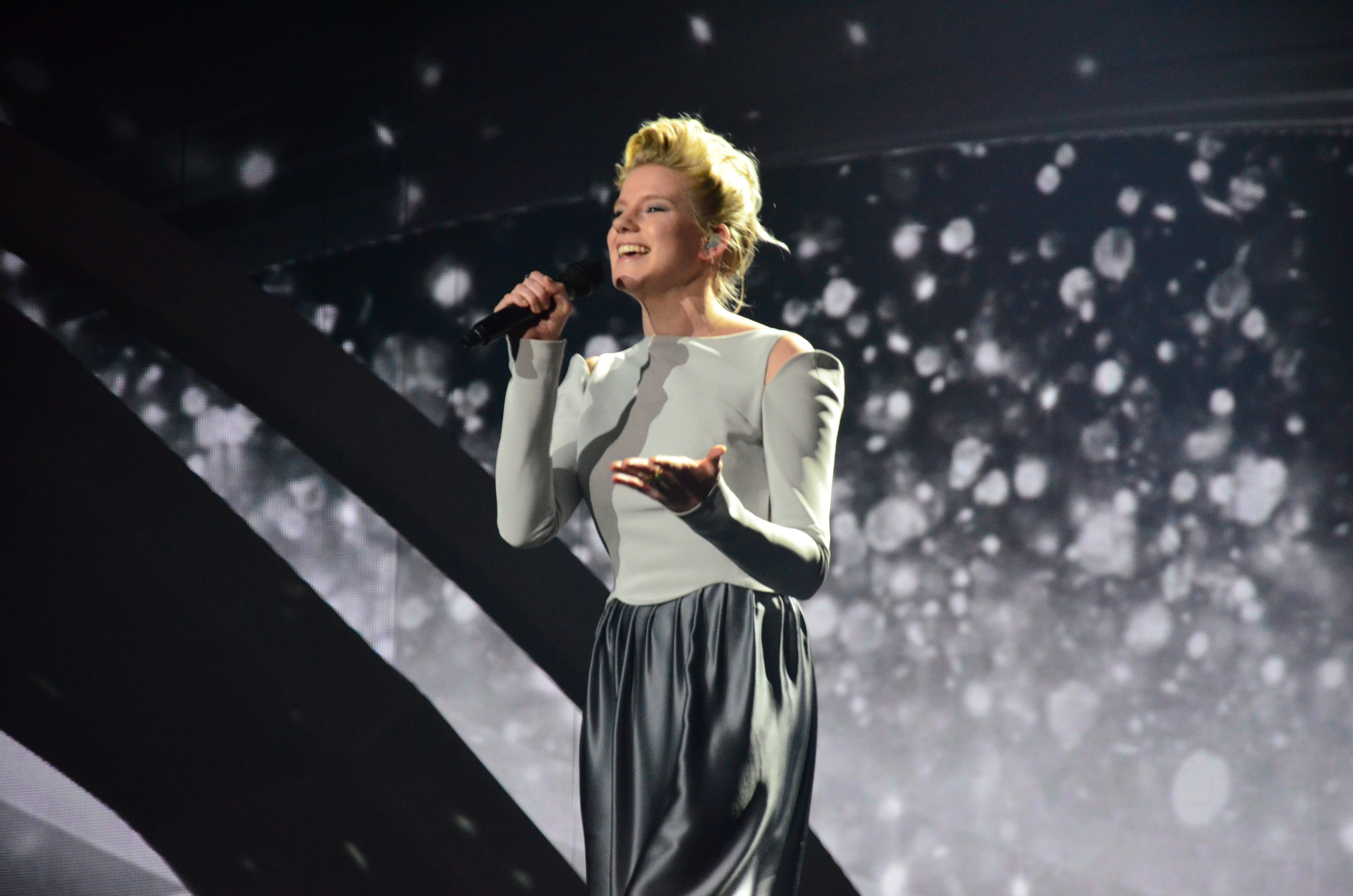
Levina à Kiev (2017)
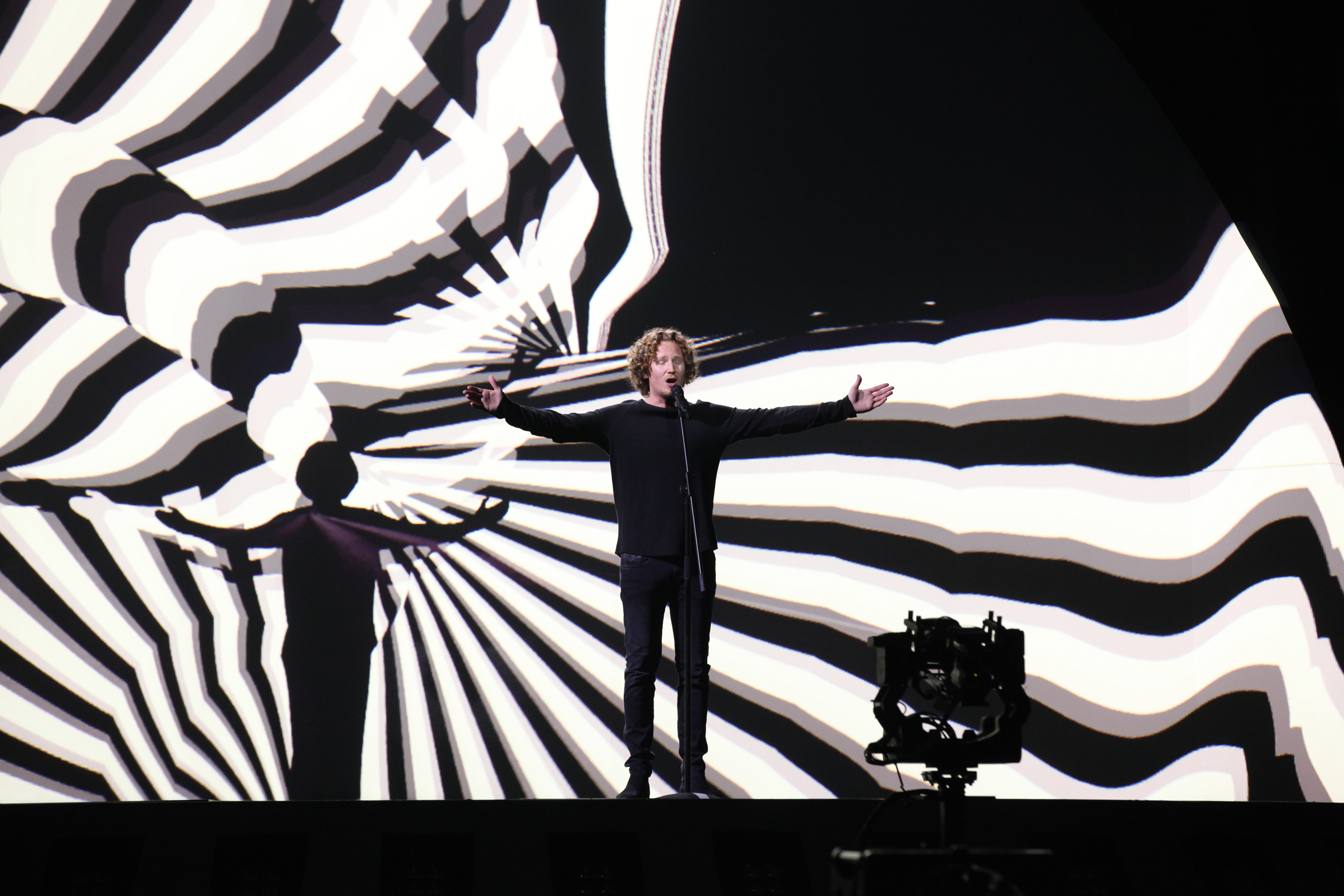
Michael Schulte à Lisbonne (2018)
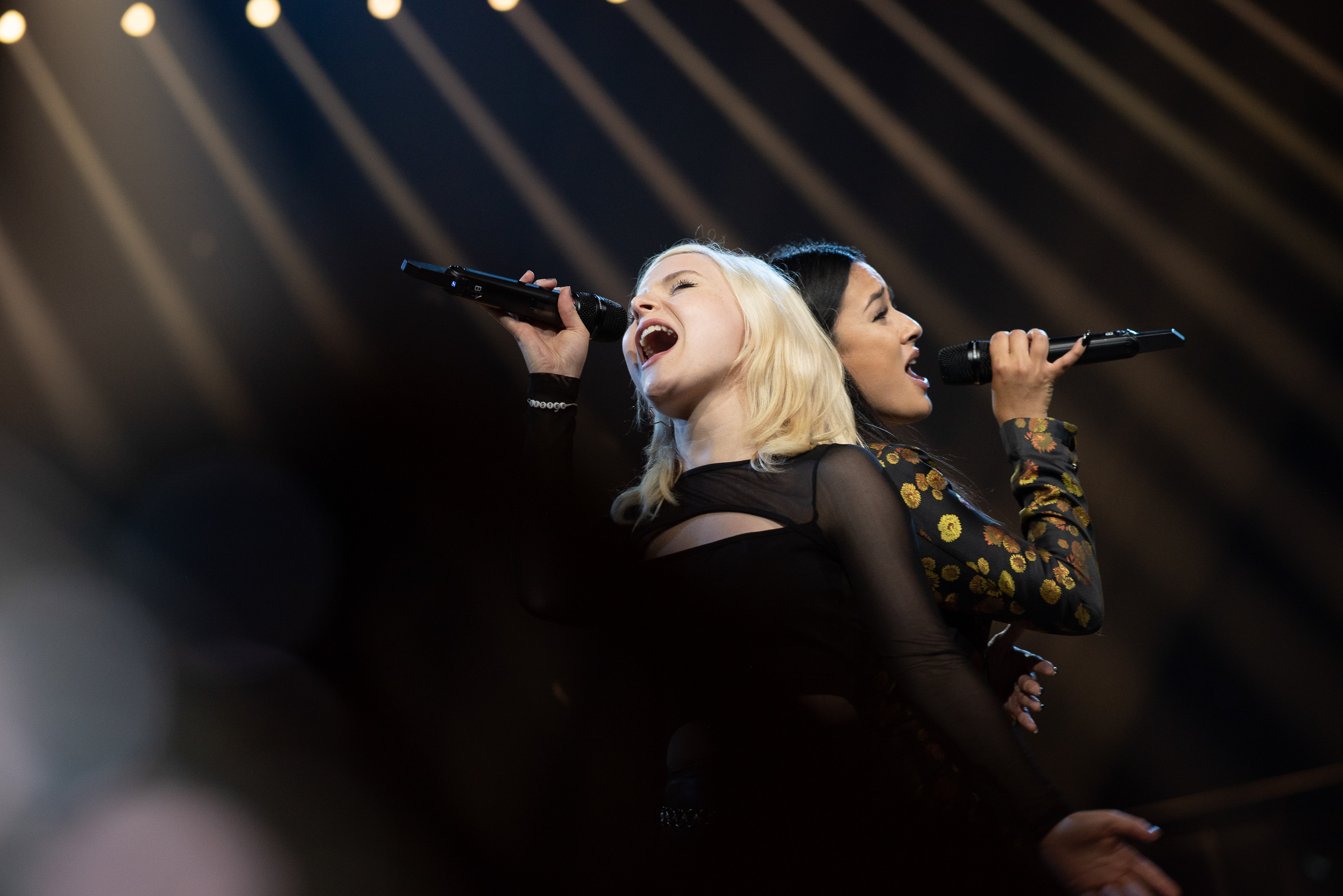
S!sters à Tel Aviv (2019)
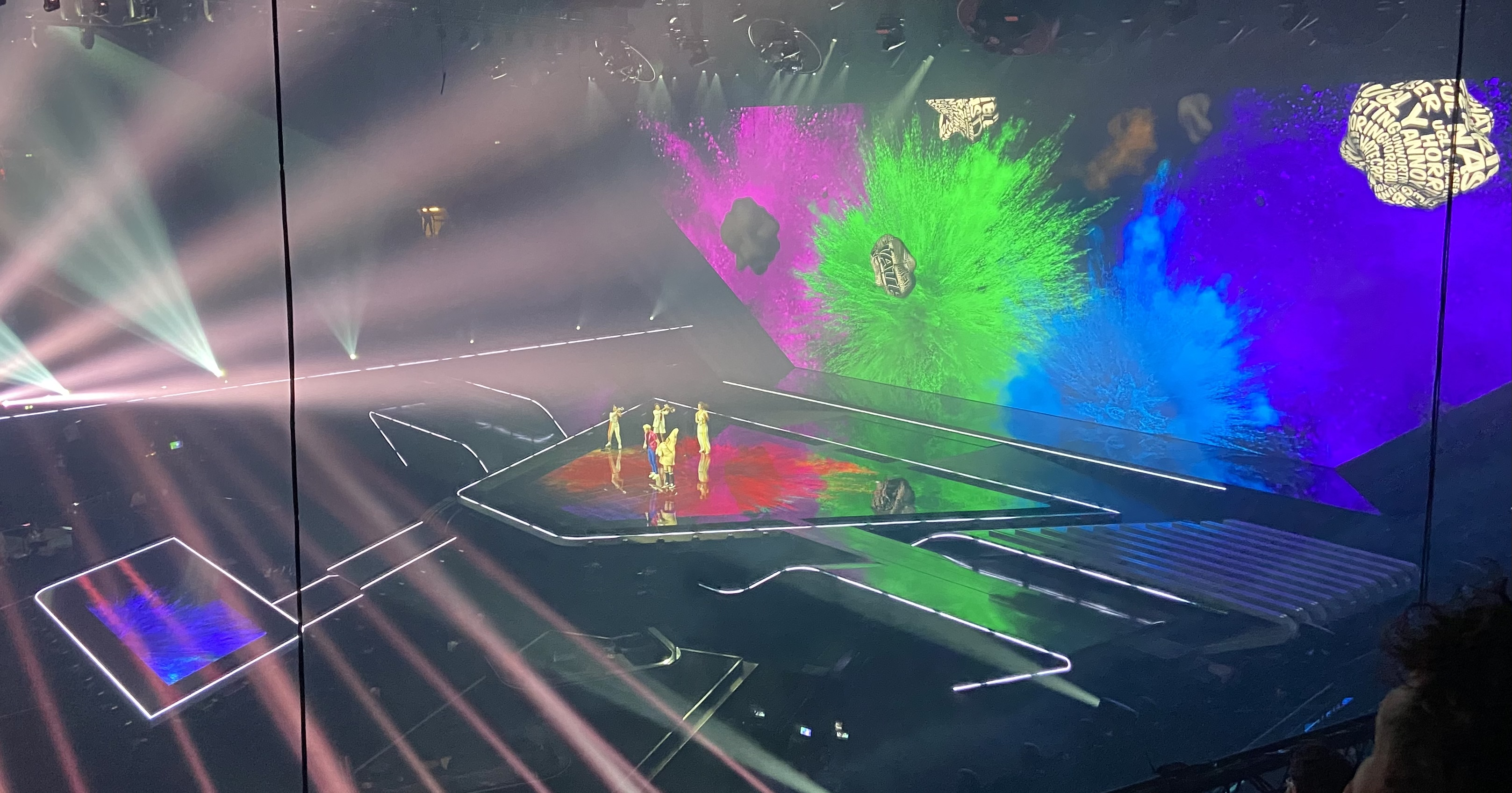
Jendrik à Rotterdam (2021)
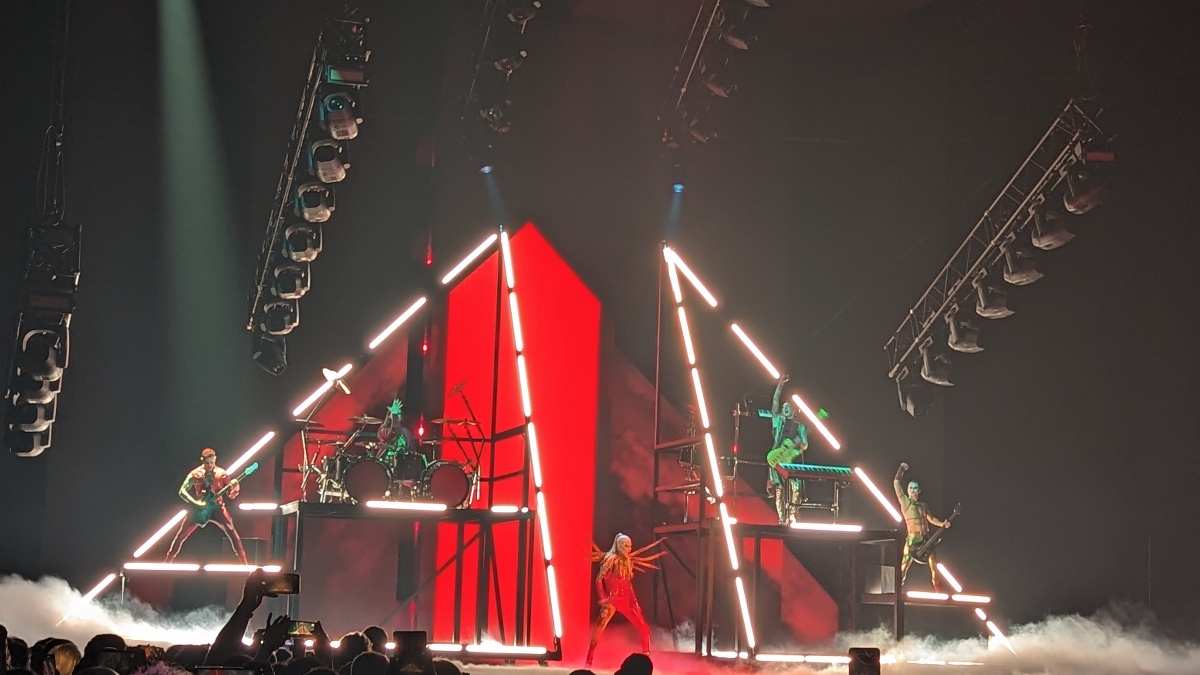
Lord of the Lost à Liverpool (2023)
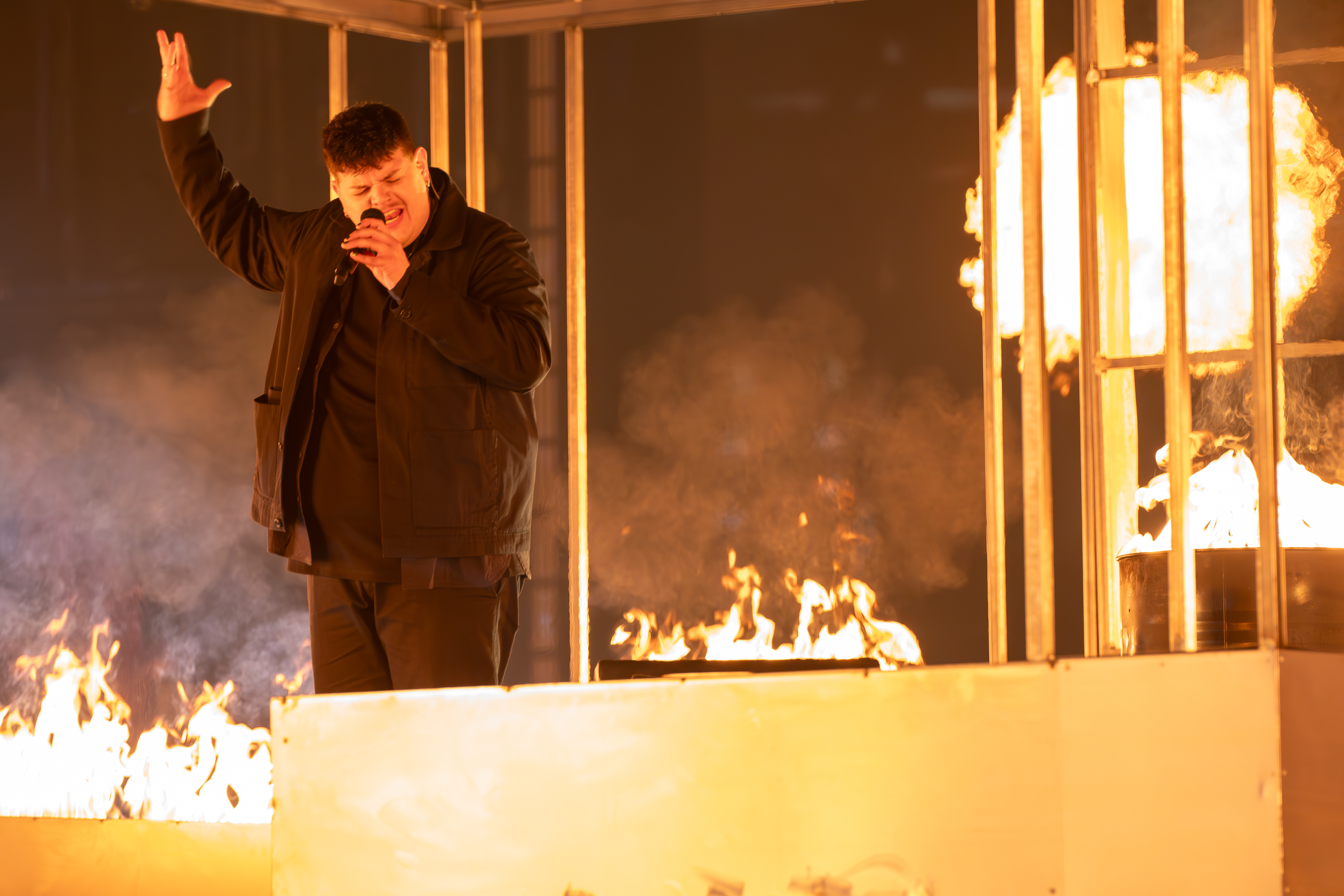
Isaak à Malmö (2024)
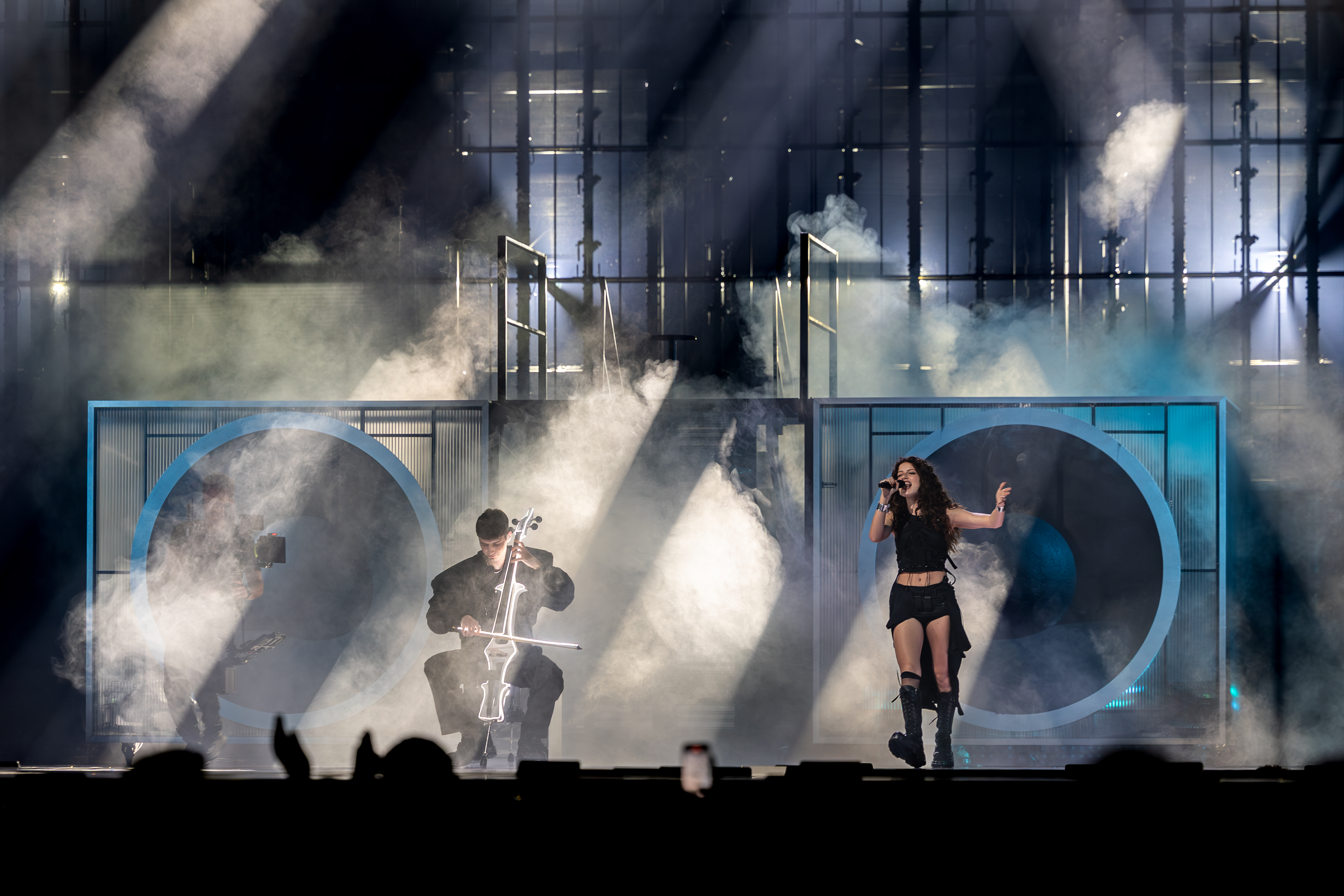
Abor & Tynna à Bâle (2025)

## Chefs d'orchestre, commentateurs et porte-paroles
| Année | Chef d'orchestre      | Commentateur(s)                      | Porte-parole           |
| ----- | --------------------- | ------------------------------------ | ---------------------- |
| 1956  | Fernando Paggi        | Wolf Mittler                         | -                      |
| 1957  | Willy Berking         | Wolf Mittler                         | Joachim Fuchsberger    |
| 1958  | Dolf van der Linden   | Wolf Mittler                         | Claudia Doren          |
| 1959  | Franck Pourcel        | Elena Gerhardt                       | Walter Andreas Schwarz |
| 1960  | Franz Josef Breuer    | Wolf Mittler                         | Walter Andreas Schwarz |
| 1961  | Franck Pourcel        | Wolf Mittler                         | ?                      |
| 1962  | Rolf-Hans Müller      | Ruth Kappelsberger                   | ?                      |
| 1963  | Willy Berking         | Hanns Joachim Friedrichs             | ?                      |
| 1964  | Willy Berking         | Hermann Rockmann                     | Lia Wöhr               |
| 1965  | Alfred Hause          | Hermann Rockmann                     | Lia Wöhr               |
| 1966  | Willy Berking         | Hans-Joachim Rauschenbach            | Werner Veigel          |
| 1967  | Hans Blum             | Hans-Joachim Rauschenbach            | Karin Tietze-Ludwig    |
| 1968  | Horst Jankowski       | Hans-Joachim Rauschenbach            | Hans-Otto Grünefeldt   |
| 1969  | Hans Blum             | Hans-Joachim Rauschenbach            | Hans-Otto Grünefeldt   |
| 1970  | Christian Bruhn       | Marie-Louise Steinbauer              | Hans-Otto Grünefeldt   |
| 1971  | Dieter Zimmermann     | Hanns Verres                         | -                      |
| 1972  | Paul Kuhn             | Hanns Verres                         | -                      |
| 1973  | Günther-Eric Thöner   | Hanns Verres                         | -                      |
| 1974  | Werner Scharfenberger | Werner Veigel                        | ?                      |
| 1975  | Rainer Pietsch        | Werner Veigel                        | ?                      |
| 1976  | Les Humphries         | Werner Veigel                        | ?                      |
| 1977  | Ronnie Hazlehurst     | Werner Veigel                        | ?                      |
| 1978  | Jean Frankfurter      | Werner Veigel                        | Ute Verhoolen          |
| 1979  | Norbert Daum          | Ado Schlier & Gabi Schnelle          | Lotti Ohnesorge        |
| 1980  | Wolfgang Rödelberger  | Ado Schlier                          | Lotti Ohnesorge        |
| 1981  | Wolfgang Rödelberger  | Ado Schlier                          | Lotti Ohnesorge        |
| 1982  | Norbert Daum          | Ado Schlier                          | Lotti Ohnesorge        |
| 1983  | Dieter Reith          | Ado Schlier                          | Carolin Reiber         |
| 1984  | Pierre Cao            | Ado Schlier                          | Kerstin Schweighöfer   |
| 1985  | Rainer Pietsch        | Ado Schlier                          | Christoph Deumling     |
| 1986  | Hans Blum             | Ado Schlier                          | Christoph Deumling     |
| 1987  | László Bencker        | Christoph Deumling & Lotti Ohnesorge | Sandra Maischberger    |
| 1988  | Michael Thatcher      | Nicole & Claus-Erich Boetzkes        | Lotti Ohnesorge        |
| 1989  | -                     | Thomas Gottschalk                    | Sandra Maischberger    |
| 1990  | Rainer Pietsch        | Fritz Egner                          | Sandra Maischberger    |
| 1991  | Hermann Weindorf      | Max Schautzer                        | Christian Eckhardt     |
| 1992  | Norbert Daum          | Jan Hofer                            | Carmen Nebel           |
| 1993  | Norbert Daum          | Jan Hofer                            | Carmen Nebel           |
| 1994  | Norbert Daum          | Jan Hofer                            | Carmen Nebel           |
| 1995  | Hermann Weindorf      | Horst Senker                         | Carmen Nebel           |
| 1996  | non qualifié          | Ulf Ansorge                          | non qualifié           |
| 1997  | -                     | Peter Urban                          | Christina Mänz         |
| 1998  | Stefan Raab           | Peter Urban                          | Nena                   |
| 1999  | -                     | Peter Urban                          | Renan Demirkan         |
| 2000  | -                     | Peter Urban                          | Axel Bulthaupt         |
| 2001  | -                     | Peter Urban                          | Axel Bulthaupt         |
| 2002  | -                     | Peter Urban                          | Axel Bulthaupt         |
| 2003  | -                     | Peter Urban                          | Axel Bulthaupt         |
| 2004  | -                     | Peter Urban                          | Thomas Anders          |
| 2005  | -                     | Peter Urban                          | Thomas Hermanns        |
| 2006  | -                     | Peter Urban                          | Thomas Hermanns        |
| 2007  | -                     | Peter Urban                          | Thomas Hermanns        |
| 2008  | -                     | Peter Urban                          | Thomas Hermanns        |
| 2009  | -                     | Tim Frühling                         | Thomas Anders          |
| 2010  | -                     | Peter Urban                          | Hape Kerkeling         |
| 2011  | -                     | Peter Urban                          | Ina Müller             |
| 2012  | -                     | Peter Urban                          | Anke Engelke           |
| 2013  | -                     | Peter Urban                          | Lena Meyer-Landrut     |
| 2014  | -                     | Peter Urban                          | Helene Fischer         |
| 2015  | -                     | Peter Urban                          | Barbara Schöneberger   |
| 2016  | -                     | Peter Urban                          | Barbara Schöneberger   |
| 2017  | -                     | Peter Urban                          | Barbara Schöneberger   |
| 2018  | -                     | Peter Urban                          | Barbara Schöneberger   |
| 2019  | -                     | Peter Urban                          | Barbara Schöneberger   |
| 2021  | -                     | Peter Urban                          | Barbara Schöneberger   |
| 2022  | -                     | Peter Urban                          | Barbara Schöneberger   |
| 2023  | -                     | Peter Urban                          | Elton                  |

## Historique de vote
Depuis 1975, l'Allemagne a attribué le plus de points à :
| Rang | Pays        | Points |
| ---- | ----------- | ------ |
| 1    | Suède       | 227    |
| 2    | Royaume-Uni | 171    |
| 3    | Turquie     | 170    |
| 4    | Israël      | 169    |
| 5    | France      | 167    |
| 6    | Norvège     | 149    |
| 7    | Irlande     | 146    |
| 8    | Italie      | 142    |
| 9    | Pays-Bas    | 135    |
| 10   | Suisse      | 133    |

Depuis 1975, l'Allemagne a reçu le plus de points de la part de :
| Rang | Pays        | Points |
| ---- | ----------- | ------ |
| 1    | Espagne     | 211    |
| 2    | Danemark    | 192    |
| 3    | Suisse      | 169    |
| 4    | Portugal    | 167    |
| 5    | Autriche    | 155    |
| 5    | Pays-Bas    | 155    |
| 7    | Irlande     | 154    |
| 8    | Belgique    | 150    |
| 9    | Royaume-Uni | 149    |
| 10   | France      | 124    |
| 10   | Suède       | 124    |

Depuis 2016 et le nouveau système de vote introduit, l'Allemagne a donné le plus de points en finale à :
| Rang | Pays      | Points |
| ---- | --------- | ------ |
| 1    | Suède     | 87     |
| 2    | Italie    | 80     |
| 3    | Ukraine   | 66     |
| 4    | Israël    | 58     |
| 5    | France    | 52     |
| 5    | Suisse    | 52     |
| 7    | Australie | 51     |
| 8    | Norvège   | 46     |
| 9    | Autriche  | 44     |
| 10   | Pays-Bas  | 43     |

Depuis 2016 et le nouveau système de vote introduit, l'Allemagne a reçu le plus de points de la part de :
| Rang | Pays     | Points |
| ---- | -------- | ------ |
| 1    | Autriche | 44     |
| 1    | Suisse   | 44     |
| 3    | Israël   | 41     |
| 4    | Danemark | 33     |
| 5    | Pays-Bas | 30     |
| 6    | Irlande  | 27     |
| 7    | Lituanie | 26     |
| 8    | Italie   | 25     |
| 8    | Serbie   | 25     |
| 10   | Norvège  | 24     |
| 10   | Ukraine  | 24     |

### 12 Points
Légende
 Vainqueur - L'Allemagne a donné 12 points à la chanson victorieuse / L'Allemagne a reçu 12 points et a gagné le concours
 2e place - L'Allemagne a donné 12 points à la chanson arrivée à la seconde place / L'Allemagne a reçu 12 points et est arrivée deuxième
 3e place - L'Allemagne a donné 12 points à la chanson arrivée à la troisième place / L'Allemagne a reçu 12 points et est arrivée troisième
 Qualifiée - L'Allemagne a donné 12 points à une chanson parvenue à se qualifier pour la finale
 Non-qualifiée - L'Allemagne a donné 12 points à une chanson éliminée durant les demi-finales
| Année         | Attribués     | Attribués            | Reçus                                                                      |
| Année         | Finale        | Demi-Finale          | Finale                                                                     |
| 1975          | Finlande      | Pas de demi-finales  | Aucun                                                                      |
| 1976          | France        | Pas de demi-finales  | Aucun                                                                      |
| 1977          | France        | Pas de demi-finales  | Aucun                                                                      |
| 1978          | Israël        | Pas de demi-finales  | Finlande                                                                   |
| 1979          | Espagne       | Pas de demi-finales  | Danemark Espagne France Monaco                                             |
| 1980          | Irlande       | Pas de demi-finales  | Espagne Italie Pays-Bas                                                    |
| 1981          | France        | Pas de demi-finales  | Espagne Portugal Suède Turquie                                             |
| 1982          | Israël        | Pas de demi-finales  | Chypre Danemark Espagne Irlande Israël Portugal Suisse Turquie Yougoslavie |
| 1983          | Suède         | Pas de demi-finales  | Luxembourg                                                                 |
| 1984          | Suède         | Pas de demi-finales  | Aucun                                                                      |
| 1985          | Norvège       | Pas de demi-finales  | Chypre                                                                     |
| 1986          | Luxembourg    | Pas de demi-finales  | Royaume-Uni                                                                |
| 1987          | Italie        | Pas de demi-finales  | Danemark Islande                                                           |
| 1988          | Suisse        | Pas de demi-finales  | Aucun                                                                      |
| 1989          | Royaume-Uni   | Pas de demi-finales  | Aucun                                                                      |
| 1990          | Espagne       | Pas de demi-finales  | Luxembourg                                                                 |
| 1991          | Suède         | Pas de demi-finales  | Aucun                                                                      |
| 1992          | Royaume-Uni   | Pas de demi-finales  | Aucun                                                                      |
| 1993          | Suisse        | Pas de demi-finales  | Aucun                                                                      |
| 1994          | Irlande       | Pas de demi-finales  | Hongrie Roumanie                                                           |
| 1995          | Suède         | Pas de demi-finales  | Aucun                                                                      |
| 1996          | Non-qualifiée | Non-qualifiée        | Non-qualifiée                                                              |
| 1997          | Turquie       | Pas de demi-finales  | Aucun                                                                      |
| 1998          | Turquie       | Pas de demi-finales  | Espagne Pays-Bas Suisse                                                    |
| 1999          | Turquie       | Pas de demi-finales  | Israël Pays-Bas Pologne Portugal Turquie                                   |
| 2000          | Danemark      | Pas de demi-finales  | Autriche Espagne Suisse                                                    |
| 2001          | Danemark      | Pas de demi-finales  | Aucun                                                                      |
| 2002          | Lettonie      | Pas de demi-finales  | Aucun                                                                      |
| 2003          | Pologne       | Pas de demi-finales  | Aucun                                                                      |
| 2004          | Turquie       | Serbie-et-Monténégro | Espagne                                                                    |
| 2005          | Grèce         | Portugal             | Aucun                                                                      |
| 2006          | Turquie       | Finlande             | Aucun                                                                      |
| 2007          | Turquie       | Turquie              | Aucun                                                                      |
| 2008          | Grèce         | Grèce                | Bulgarie                                                                   |
| 2009          | Norvège       | Turquie              | Aucun                                                                      |
| 2010          | Belgique      | Belgique             | Danemark Espagne Estonie Finlande Lettonie Norvège Slovaquie Suède Suisse  |
| 2011          | Autriche      | Autriche             | Aucun                                                                      |
| 2012          | Suède         | Suède                | Aucun                                                                      |
| 2013          | Hongrie       | Islande              | Aucun                                                                      |
| 2014          | Pays-Bas      | Pologne              | Aucun                                                                      |
| 2015          | Russie        | Suède                | Aucun                                                                      |
| 2016 Jury     | Israël        | Israël               | Aucun                                                                      |
| 2016 Télévote | Russie        | Pologne              | Aucun                                                                      |
| 2017 Jury     | Norvège       | Norvège              | Aucun                                                                      |
| 2017 Télévote | Portugal      | Bulgarie             | Aucun                                                                      |
| 2018 Jury     | Suède         | Suède                | Danemark Norvège Pays-Bas Suisse                                           |
| 2018 Télévote | Italie        | Pologne              | Danemark Pays-Bas                                                          |
| 2019 Jury     | Italie        | Macédoine            | Aucun                                                                      |
| 2019 Télévote | Norvège       | Suisse               | Aucun                                                                      |
| 2021 Jury     | France        | Suède                | Aucun                                                                      |
| 2021 Télévote | Lituanie      | Lituanie             | Aucun                                                                      |
| 2022 Jury     | Royaume-Uni   | Macédoine            | Aucun                                                                      |
| 2022 Télévote | Ukraine       | Pologne              | Aucun                                                                      |
| 2023 Jury     | Suède         | Pas de jury          | Aucun                                                                      |
| 2023 Télévote | Finlande      | Finlande             | Aucun                                                                      |
| 2024 Jury     | Suède         | Pas de jury          | Aucun                                                                      |
| 2024 Télévote | Israël        | Croatie              | Aucun                                                                      |
| 2025 Jury     | Autriche      | Pas de jury          | Tchéquie Ukraine                                                           |
| 2025 Télévote | Israël        | Israël               | Autriche                                                                   |